# ハダナラ氏
ハダナラ氏 (満文：ᡥᠠᡩᠠ
ᠨᠠᡵᠠ
ᡥᠠᠯᠠ, 転写：Hada Nara hala, 漢文：哈達那拉氏) は、満洲八大姓氏の一つとして数えられるナラ氏の主要な分派の一つ。その始祖・ワンジュ (王中) はナラ氏始祖・ナチブルの子孫で、ナチブルは金朝宗室の後裔とされる。ウラナラ氏 (ウラ地方ナラ氏) とは宗族である。

## 略史

### 前史
金朝宗室の後裔 (ワンヤン氏ウジュの子孫) とされるナチブルにより、明代にフルン･グルン (扈倫国) と呼ばれる地方政権的小国家が樹立された。ナチブルはこの頃に公式にナラ氏を名告り始め (一説に本姓は「倭羅孫」氏)、ナラ氏の始祖となる。
フルンはその後、六代国主・タイラン (ナラ氏六世) の時に蒙古の侵略を受けて滅亡した。その頃、同じくナチブルの子孫であるケシネ (五世) がフルン勢力の中で徐々に頭角をあらわし、明朝により左都督 (異民族が任命される最高位の官職) に任命されて権勢を誇ったが、間もなく自らが統治する塔山前衛の内紛で横死した。

### 立氏
ケシネ都督殺害を受けて、次子のワンジュ (王中) は南下しハダ地方へ、孫のワン (ケシネの長子の子) はシベ (錫伯) 部へと逃れた。
ワンジュはやがて初代ハダ部主となり、明朝に仕えて勢力を伸ばした。ここにナラ氏支流としてのハダナラ氏が始まる。たびたび明朝辺塞を侵犯するイェヘ部主・チュクンゲを誅殺したワンジュは、フルン領域全体の貢勅 (入貢勅書) を一手に収めるとともに、明朝から都督に任命され、名実ともにフルンの覇者に上り詰めた。しかしその後、属部の叛乱で殺害された。
ワンジュの死後、ハダの新部主に即位したワンは、明朝の寵臣としてフルンは疎か、建州部までもその勢力下に置き、満を持してハダ･グルン (哈達国) を樹立すると、汗(ハン)を称した。これがハダ並びにハダナラ氏の全盛であった。

### 衰頽
ワンは晩年になると暴虐化して民心の離叛を招き、さらにその死後は子孫による後継者争いによって、ハダは分裂した。分裂後に実権を握って国主に即位したメンゲブルも、建州部を基礎にマンジュ･グルン (満洲国) を樹立し勢いに乗るヌルハチに敵わず、ハダはマンジュに吸収され消滅した。
辺疆守護の中心にハダを据えたいと考える明朝の介入により、一時はメンゲブルの長子・ウルグダイがハダを復興したものの、イェヘの軍事威圧と饑饉で国政が破綻し、明朝も匙を投げたことで再びマンジュに併合され、ハダは完全に滅亡した。滅亡後の一族と属民は後々八旗に編入された。

### 子孫
清代にはハダナラ氏から叙爵される者がいくたりか現れたが、宗族・ウラナラ氏の諸后妃や、イェヘナラ氏の西太后ほど目立った人物は出なかった。
民国以降は、多く那 (nā)、萬 (万)、王、赫、葉などを漢姓とした。

## 族譜
ナチブル：ナラ氏始祖。初代フルン国主。
- 子・シャンギヤン･ドルホチ：(ᡧᠠᠩᡤᡳᠶᠠᠨ ᡩᠣᡵᡥᠣᠴᡳ, šanggiyan Dorhoci, 商堅多爾和斉)。ナチブルの子。二代フルン国主。
  - 孫・ギヤマカ･ショジュグ：(ᡤᡳᠶᠠᠮᠠᡴᠠ ᡧᠣᠵᡠᡤᡡ, giyamaka šojugū, 嘉瑪喀碩珠古)。ドルホチの次子。三代フルン国主。
    - 曾孫・ドゥルギ：ギヤマカの長子。四代フルン国主。
      - 玄孫・グデイ･ジュヤン：ドゥルギの三子。五代フルン国主。
        - 来孫・タイラン：(ᡨᠠᡳᡵᠠᠨ, tairan, 太蘭)。グデイ･ジュヤンの次子。末代フルン国主。
          - 昆孫・ブヤン：タイランの子。初代ウラ国主。ウラナラ氏始祖。

    - 曾孫・スヘデ (suhede, 蘇赫徳)：ギヤマカの三子。速黒忒とも。
    - 曾孫・スイトゥン：(ᠰᡠᡳᡨᡠᠨ, suitun, 綏屯)。ギヤマカの四子。都督。
      - 玄孫・ケシネ：スイトゥンの子 (一説に孫)。
        - 来孫・チェチェム：ケシネの長子?。
          - 昆孫・ワン：チェチェムの子。初代ハダ国主。
            - 仍孫・フルガン：ワンの長子。二代ハダ国主。
              - 雲孫・ダイシャン：フルガンの子。三代ハダ国主。

            - 仍孫・カングル：ワンの落胤。
            - 仍孫・メンゲブル：ワンの末子。四代ハダ国主。
              - 雲孫・ウルグダイ：メンゲブルの長子。末代ハダ国主。

        - 来孫・ワンジュ：ケシネの次子。初代ハダ部主。ハダナラ氏始祖。

## 『八旗滿洲氏族通譜』

### 目録
『八旗滿洲氏族通譜』巻23「哈達地方納喇氏」の目録に列挙されている人物 (代表者) は下記一覧の通り。原典では事績の遺る者と遺らない者とで大きくわけている為、ここではそれに従う。
有事績者：
以下の人物には基本的に事績が記録として遺っているが、一部例外もあり (ダンダリ (丹達理) とイェンタイ (音泰) は人名と職名の紹介のみ)。『八旗滿洲氏族通譜』では特に細かい項目立てまではされていないが、ここでは便宜上、先祖ごとに分類した。なお、人物の紹介順序は原典に同じ。また、一部人物は別の記事にて紹介している為、ここでは参照先リンクの紹介に止める。
1) ワンの子孫
- ウルグダイ：ウルグダイの子孫は「ウルグダイ」の子孫の項参照、ニェクセ (聶克色) の子孫は「メンゲブル」の子孫の項参照。
- ハイタ (海塔)：「萬 (女真人)」の子孫の項参照。
- →「卓内ジョノイ」

2) ワンジュ･ワイランの子孫
- →「蘇巴海スバハイ」

3) スヘデの子孫
- ヨーラン (yoolan, 約蘭)：後述。
- ヒャフ (hiyahū, 夏瑚)：後述。

4) 先祖不詳
アドゥン (阿敦)、ダヤリ (達雅理)、ジェルデ (哲爾德)、カニム･ドゥジュフ (喀尼穆都珠瑚)、都琥禪ドゥフチャン、ミンガン (明安)、ジャンシ (彰実)、ヘシュ (赫書)、サイトゥ (賽図)、ショショカン (碩舒堪)、インガ (英阿)、オロン (鄂倫)、チョルサイ (綽爾賽)、ダンダリ (丹達理)、イェンタイ (音泰)。
無事績者：
以下の人物には基本的に事績が記録として遺っていない (人名と職名のみ)。『八旗滿洲氏族通譜』では、ヌルハチが樹立したアイシン･グルン (後金) あるいはその前身であるマンジュ･グルン (建州部/満洲国) への帰順時期ごと、及び隷属する旗ごとに分類している為、ここではそれに従う。
1) 後金初期
【鑲黄旗】カラ (喀喇)、ギンタシ (金塔錫)、ギナミ (吉那密)。
【正黄旗】ワクシャン (瓦克善)。
【正紅旗】ヤンダイ (顔岱)、シルタイ (錫爾泰)、ヤクシンガ (雅克星阿)、ヤリブ (雅理布)、ナチン (納秦)、ジュムバイ (準拝)。
【鑲白旗】マンドゥフ (満都瑚)、イジャラ･フィヤング (伊札拉費揚古)、トゥヌフ (図努瑚)、サンタイ (三台)、フトゥリ (瑚図理)、フワラ (華喇)、バイムブ (拝音布)。
【正藍旗】アナブ (阿那布)、エルデニ (額爾徳尼)、サイブフ (賽布琥)、ファンカイ (芳凱)。
【鑲藍旗】ガルジュ (噶爾珠)、ボロ (博羅)、ワフン (瓦渾)。
2) 天聡年間
【鑲黄旗】マイミタイ (邁密泰)、アジリ (阿済理)。
【正黄旗】ホト (和托)。
【鑲紅旗】マクジャン (瑪克占)、タインチャ (台音察)。
【鑲藍旗】カニム (喀尼穆)。
3) 帰順時期不明
【鑲黃旗】ウバハイ (武巴海)、バシ (巴実)。
【正白旗】ダイジュフ (岱珠琥)、エクチュニ (額克楚尼)。
【正紅旗】ムチェンゲ (穆成額)。
【鑲紅旗】ライトゥ (賚図)、ルムバイ (倫拝)、ジャオ･グウェ･グワン (肇国光)。
【正藍旗】ゲドゥルベイ (格都爾備)、マイトゥ (邁図)、イチャン (義常)。
【鑲藍旗】ライシャン (賚善)。
----------
ここから下に各人物とその項目中で紹介されている人物の詳細を記す。閲覧にあたっては以下の点について注意されたい。
＊本項目は『八旗滿洲氏族通譜』巻23「哈達地方納喇氏」を基に作成した。それ以外に出典がある場合のみ別途脚註を附す。
＊父不詳の人物全てに別々の人物を父あるいは父祖として充てていては際限がない為、適宜、父不詳の人物同士でまとめた。譬えば、来孫が複数人でてくる場合、兄弟なのか、従兄弟 (いとこ) なのか、再従兄弟 (はとこ) なのか不明でも、便宜上同じ一人の人物の下にまとめた。反対に、人物をあえて分けたものでも、詳細情報のない人物同士であれば同一人物である可能性も考えられる。
＊原典中では明らかに兄弟とわかる書き方がされていても、その順番の不詳な人物がしばしばみられる。譬えば、ある人物の第三子、その実兄、その実弟の順で爵位や世職を承襲する場合、「実兄」＝長子、「実弟」＝次子とも考えられる一方、「実弟」は四子以下かもしれない。これについても正確に順序を再現することは不可能の為、その時の判断で配列した。
＊一部人名は異なる人物で漢字表記が同一である為、混乱をさける為に「①」、「②」のように数字をつけて区別した。
----------

### 有事績者

#### ヨーラン (約蘭)
ヨーラン (yoolan, 約蘭)：正紅旗人。ギャマカ･ショジュグの三子・スヘデの玄孫。
- 子・モーバリ (moobari, 懋巴里)：佐領を務めた。
- 子・ケリ (keri, 克理)：護軍統領[8]を務め、佐領を兼任した。
- 子・ダルガン (dargan, 達爾漢)：副都統を務め、佐領を兼任した。
  - 孫・タンタイジュ (tantaiju, 譚泰珠)：父不詳。佐領を務めた。
  - 孫・アダ (ada, 阿達)：父不詳。佐領を務めた。
  - 孫・レデ (lede, 勒徳)：父不詳。佐領を務めた。
  - 孫・アジゲ (ajige, 阿済格)：父不詳。歩軍副尉を務めた。
  - 孫・ガブラ (gabula, 噶布拉)：父不詳。三等護衛を務めた。
  - 孫・ガルジャイ (garjai, 噶爾寨)：父不詳。防禦を務めた。
  - 孫・ジェベイ (jebei, 哲貝)：父不詳。防禦を務めた。
  - 孫・ゲデフン (gedehun, 格徳渾)：父不詳。護軍参領を務め、佐領を兼任した。
  - 孫・イドゥシ (idusi, 伊都錫)：父不詳。護軍参領を務めた。
  - 孫・フシブ (hūsibu, 瑚什布)：父不詳。二等護衛を務めた。
  - 孫・エシェンジュ (ešenju, 額伸珠)：父不詳。頭等護衛を務めた。
  - 孫・ケシブレイ (kesibulei, 克錫布雷)：父不詳。護軍校を務めた。
  - 孫・カブジ (kabji, 喀普済)：父不詳。護軍校を務めた。
  - 孫・トゥルジャイ (turjai, 図爾寨)：父不詳。郎中参領を務め、佐領を兼任した。
    - 曾孫・チラン (cilan, 斉蘭)：トゥルジャイの子。

  - 孫・ゲジ (geji, 格済)：チランの実叔。
    - 曾孫・ゲチュ (gecu, 格楚)：ゲジの子。歩軍副尉を務めた。
      - 玄孫・ケムブ (kembu, 肯布)：ゲチュの子。

  - 孫・ガダフン (gadahūn, 噶達渾①)：父不詳。護軍参領、兵部尚書、都統を歴任し、佐領を兼任した。
    - 曾孫・ガルガン (gargan, 噶爾漢)：ガダフンの子。荆州将軍を歴任した。
    - 曾孫：不詳。
      - 玄孫：不詳。
        - 来孫・ナチン (nacin, 納親)：グワンデの実伯の子。父名不詳。副参領を務め、佐領を兼任した。

      - 玄孫・バカ (baka, 巴喀)：ガシトゥの実兄の子。父名不詳。佐領を務めた。
        - 来孫・グワンデ (guwande, 関徳)：バカの子。長史を務め、佐領を兼任した。

    - 曾孫・ガシトゥ (gasitu, 噶什図)：ガルガンの実弟。

  - 孫・ケブトゥ (kebtu, 克普図)：父不詳。佐領を務めた。
    - 曾孫・ウフイ (uhui, 呉輝)：ケブトゥの子。佐領を務めた。
      - 玄孫・ウデシ (udesi, 呉徳錫)：ウフイの子。佐領を務めた。

  - 孫・エベイ (ebei, 額貝)：父不詳。佐領を務めた。
    - 曾孫・フワシャン (hūwašan, 華善)：エベイの子。

  - 孫：不詳。
    - 曾孫：不詳。
      - 玄孫：不詳。
        - 来孫・チャンヅァイ (cangdzai, 常在①)：シェテンの実伯の曾孫。父不詳。

  - 孫：不詳。
    - 曾孫・シェテン (šeten, 舎騰)：フワシャンの実叔の子。父不詳。
    - 曾孫・ユンガイ (yunggai, 永藹)：父不詳。防禦を務めた。
    - 曾孫・スヘチェン (suhecen, 蘇赫臣)：父不詳。頭等護衛を務めた。
    - 曾孫・ワルダ (walda, 瓦爾達①)：父不詳。員外郎を務めた。
    - 曾孫・ヘテン (heten, 和騰)：父不詳。員外郎を務めた。
    - 曾孫・グニン (gūnin, 古寧)：父不詳。ビトヘシを務めた。
    - 曾孫・ウラン (ulan, 武蘭)：父不詳。ビトヘシを務めた。
    - 曾孫・イェンタイ (yentai, 音泰①)：父不詳。護軍校を務めた。
    - 曾孫・ジョーヤン (jooyan, 兆彦)：父不詳。護軍校を務めた。
    - 曾孫・チブ (cibu, 斉布)：父不詳。護軍参領を務めた。
    - 曾孫・ゲルトゥ (gertu, 格爾図)：父不詳。散騎郎[9]を務め、佐領を兼任した。
    - 曾孫・トロ (toro, 托絡)：父不詳。郎中を務め、佐領を兼任した。
    - 曾孫・デデイ (dedei, 得徳)：父不詳。驍騎校を務めた。
    - 曾孫・イルタイ (irtai, 伊爾泰)：父不詳。驍騎校を務めた。
    - 曾孫・アルタイ (artai, 阿爾泰)：父不詳。驍騎校を務めた。
    - 曾孫・グワシハ (gūwasiha, 瓜什哈[10])：父不詳。七品官を務めた。
      - 玄孫・ガル (garu, 噶魯)：グワシハの子。
        - 来孫・ヘイダセ (heidase, 黒達色)：ガルの子。

    - 曾孫・フバ (hūba, 瑚巴)：父不詳。護軍参領を務めた。
      - 玄孫：不詳。
        - 来孫・セムデイ (semdei, 色穆徳)：フバの孫。父不詳。護軍参領を務めた。
        - 来孫・セベイ (sebei, 色貝)：セムデイの弟。父不詳。護軍校を務めた。
          - 昆孫・ドゥルンガ (durungga, 都隆阿)：セベイの子。

      - 玄孫・ベショウ (bešeu, 栢綬)：父不詳。助教を務めた。
      - 玄孫・エルテイ (ertei, 額爾特)：父不詳。内閣侍読学士を務めた。
      - 玄孫・ファカ (faka, 法喀)：父不詳。副都統を務め、佐領を兼任した。
      - 玄孫・サハイ (sahai, 薩海)：父不詳。驍騎校を務めた。
      - 玄孫・イランタイ (irantai, 伊蘭泰)：父不詳。驍騎校を務めた。
      - 玄孫・チャンガ (cangga, 常阿)：父不詳。護軍校を務めた。
      - 玄孫・ハルク (harku, 哈爾庫)：父不詳。ビトヘシを務めた。
      - 玄孫・ギョホト (giohoto, 覚和托)：父不詳。七品官を務めた。
      - 玄孫・サンゲ (sangge, 桑格①)：父不詳。佐領を務めた。
      - 玄孫・ゲルグダイ (gergudai, 葛爾古岱)：父不詳。佐領を務めた。
      - 玄孫・ギヤブサ (giyabsa, 嘉普薩)：父不詳。佐領を務めた。
      - 玄孫・フォロン (foron, 仏倫)：父不詳。護軍参領を務め、佐領を兼任した。
      - 玄孫・チャンタイ (cangtai, 常泰①)：父不詳。典儀を務めた。
      - 玄孫・セクトゥ (sektu, 塞充図?[11])：父不詳。二等護衛を務めた。
      - 玄孫・シェフン (šehun, 舍渾)：父不詳。長史を務めた。
      - 玄孫・ショニ (šoni, 碩尼)：父不詳。郎中を務めた。
      - 玄孫・チャムブ (cambu, 禅布①)：父不詳。歩軍校を務めた。
      - 玄孫・ギョチャン (giocang, 久常)：父不詳。ビトヘシを務めた。
      - 玄孫・クルベイ (kurbei, 古爾拝)：父不詳。護軍校を務めた。
        - 来孫・シャンダイ (šandai, 善岱)：クルベイの子。
        - 来孫・クルク (kurku, 庫爾庫)：父不詳。佐領を務めた。
        - 来孫・ナリン (nalin, 納林)：父不詳。佐領を務めた。
        - 来孫・ロシャン (lošan, 羅山)：父不詳。佐領を務めた。
        - 来孫・ナユン (nayūn, 納永)：父不詳。長史を務め、佐領を兼任した。
        - 来孫・バニョ (banio, 巴鈕)：父不詳。ビトヘシを務めた。
        - 来孫・ムダンガ (mudangga, 穆当阿)：父不詳。佐領を務めた。
        - 来孫・チャンギョ (canggio, 常久)：父不詳。佐領を務めた。
        - 来孫・フォジュ (foju, 仏珠)：父不詳。鳴賛を務めた。
        - 来孫・セデヘイ (sedehei, 色徳赫)：父不詳。歩軍参尉を務めた。
        - 来孫・グンタイ (guntai, 衮泰)：父不詳。内大臣、荆州将軍を務めた。
        - 来孫・セケ (seke, 色克①)：父不詳。護軍校を務めた。
        - 来孫・トルビ (tolbi, 托爾璧)：父不詳。護軍校を務めた。
        - 来孫・バジンタイ (bajintai, 巴晋泰)：父不詳。護軍校を務めた。
        - 来孫・エセン (esen, 額森)：父不詳。ビトヘシを務めた。
        - 来孫・エキ (eki, 額奇)：父不詳。参領を務め、佐領を兼任した。
          - 昆孫：不詳。
            - 仍孫・ユンヘン (yungheng, 永恒)：父不詳。同知を務めた。
            - 仍孫・ユンチャン (yungcang, 永常)：父不詳。ビトヘシを務めた。
            - 仍孫・ナハイ (nahai, 納海)：父不詳。ビトヘシを務めた。
              - 雲孫・ヘントゥン (hentung, 亨通)：父不詳。藍翎侍衛を務めた。

ヨーラン (約蘭) は建国初期に帰順した。子・モーバリ (懋巴里) は参将 (一種の爵位)を授与され、佐領を務めた。
トゥルジャイ (図爾寨)
ヨーランの孫・トゥルジャイは、職能を評価されて三等軽車都尉 (世職) を授与されたが、死後、騎都尉に降格された。子のチラン (斉蘭) が襲職し、三度の恩賜で二等軽車都尉に昇格した。チランに継嗣なく、死後、実叔のゲジ (格済)、ゲジの子・ゲチュ (格楚)、ゲチュの子・ケムブ (肯布) が相継いで襲職した。
ガダフン  (噶達渾)
同じく孫のガダフンは護軍参領としてドロテ (多羅特) 部および中後所 (現遼寧省葫芦島市綏中県) を征討して大勢を斬伐、錦州 (現遼寧省錦州市) 包囲戦で松山 (不詳) の騎歩兵を立続けに撃破、山海関から燕京 (北京) に入城し流賊200,000を撃破、功績により騎都尉 (世職) が授与された。又、綏徳州 (現陝西省楡林市綏徳県)、延安府  (現陝西省延安市) などで流賊を撃破、四川に進攻して張献忠の騎歩兵を立続けに撃破、功績により三等軽車都尉に昇格し、三度の恩賜で三等男爵に陞叙された。更に大同 (現山西省大同市) を包囲して楊進位の騎歩兵10,000余りを撃破、渾源州  (現山西省大同市渾源県) の州城を攻略、オルドス征討で大勢を斬伐・捕縛、功績により二等男爵に昇級したが、後に一等軽車都尉に降格された。死後、太子太保 (一種の尊称) が追贈された。ガダフンの子・ガルガン (噶爾漢)、ガルガンの実弟・ガシトゥ (噶什図)、ガシトゥの実兄の子・バカ (巴喀) が相継いで就職し、バカ死後、子のグワンデ (関徳) が襲職したが、恩賞による加増分が削られ、二等軽車都尉に降級した。グワンデ死後、実伯の子・ナチン (納親) が襲職した。
ケプトゥ (克普図)
同じく孫のケブトゥは佐領として山海関より燕京 (北京) に入城し、流賊討伐で功績をあげて雲騎尉 (世職) を授与され、更に三度の恩賜で三等軽車都尉に昇格した。ケブトゥ死後、子のウフイ (呉輝) が襲職した。ウフイ死後、子のウデシ (呉徳錫) が襲職したが、恩賞による加増分が削られ、雲騎尉に降格した。
エベイ (額貝)
同じく孫のエベイは佐領として錦州 (現遼寧省錦州市) 包囲戦に参加し、松山 (不詳) の兵を撃破、その後、寧遠 (現北朝鮮平安南道寧遠郡?) などへ進攻して三人を捕縛、15人を斬伐、更に北京経由で第二次山東征討に参加したが、薊州 (現河北省唐山市西部) で戦死し、騎都尉 (世職) が追贈された。エベイの子・フワシャン (華善) が襲職したが、後に剥奪され、フワシャンの実叔の子・シェテン (舎騰) が襲爵するも、病気を理由に辞官した為、シェテンの実伯の曾孫・チャンザイ (常在) が襲職した。
グワシハ (□什哈)
ヨーランの曾孫・グワシハは七品官として湖広に出征し、洞庭湖で敵将・杜輝らの敵兵を撃破、続いて雲南に進軍し武磨山 (不詳) で敵将・馬宝らの兵を撃ち破ったが、戦死し、雲騎尉 (世職) を追贈された。死後、子のガル (噶魯)、ガルの子・ヘイダセ (黒達色) が相継いで襲職した。
フバ (瑚巴)
同じく曾孫のフバは護軍参領としてオイラト部ガルダン (g'aldan, 噶爾丹) 征討に参加し奮戦、死後に雲騎尉 (世職) を追贈された。フバの孫・セムデイ (色穆徳) が襲職した。
セムデイの弟・セベイ (色貝) は護軍校としてジュンガル部征討に参加したが、ホトゥン･フルハ･ノール (和通 呼爾哈 脳爾)地方で戦死し、雲騎尉 (世職) を追贈された。セベイの子・ドゥルンガ (都隆阿) が襲職した。
クルベイ (古爾拝)
ヨーランの玄孫・クルベイは護軍校としてチャハル部ブルニ (burni, 布爾尼) 征討に参加し、大鹵地方 (現山西省太原市) で賊徒を撃破、湖広に進攻して杜輝らの兵を撃ち破った。続いて雲南に出征して抗戦する胡国秉らの兵を撃ち破り、雲騎尉 (世職) を授与された。死後、子のシャンダイ (善岱) が襲職した。

#### ヒヤフ (夏瑚)
ヒヤフ (hiyahū, 夏瑚)：正黄旗人。ギヤマカ･ショジュグの三子・スヘデの玄孫。
- 子・ヤフ (yahū, 雅琥)：ヒヤフの子。ニルを編成し、佐領を務めた。
  - 孫・マンダルガン (mandargan, 満達爾漢)：ヤフの長子。廃員。礼部尚書を歴任し、佐領を兼任した。
    - 曾孫・アハダン (ahadan, 阿哈丹)：マンダルガンの十子。頭等侍衛を務めた。
      - 玄孫・ウゲ (uge, 武格)：アハダンの子。散秩大臣を歴任し、佐領を兼任した。
        - 来孫・ヒンチャン (hingcang, 興常)：ウゲの子。三等侍衛を務め、佐領を兼任した。

    - 曾孫・ノムチ (nomci, 諾穆斉)：マンダルガンの長子。護軍校、御史を務め、佐領を兼任した。
      - 玄孫：不詳。
        - 来孫・フォロ (folo, 仏羅)：ノムチの孫。父不詳。
          - 昆孫・ジエユン (jiyeyūn, 捷雲)：ジエルの実兄。
          - 昆孫・チンギル (cinggilu, 清吉禄)：ジエユンの実弟。
          - 昆孫・ジエル (jiyelu, 捷禄)：フォロの子。

      - 玄孫・ソーダン (soodan, 索丹)[16]：ノムチの子。前鋒参領を務めた。
        - 来孫：不詳。
          - 昆孫・バゲ (bage, 巴格)[16]：ノムチの曾孫。ソーダンの孫?。父不詳。
            - 仍孫・インブ (ingbu, 英布)[16]：バゲの子。

        - 来孫・チョライ (colai, 綽賚)[16]：インブの大叔父。ソーダンの子?。三等侍衛を務めた。
          - 昆孫・ナミン (naming, 納明)[16]：チョライの子?。ソーダンの孫?。副都統を務めた。

    - 曾孫・オトイ (otoi, 鄂推)：マンダルガンの次子。閑散。
      - 玄孫・チャク (cakū, 察庫)：オトイの子。上駟院大臣、副都統を務めた。
        - 来孫・チャルダ (carda, 察爾達)：チャクの子。二等侍衛を務め、佐領を兼任した。
          - 昆孫・デ･アン (de an, 徳安)：チャルダの子。

    - 曾孫・タジンタイ (tajintai, 塔晋泰)：マンダルガンの三子。上駟院大臣を務めた。
    - 曾孫・オモクト (omokto, 鄂謨克托)：マンダルガンの四子。閑散 (一種の予備役)、内大臣を歴任し、佐領を兼任した。
      - 玄孫：不詳。
        - 来孫・バンダイ (bandai, 班岱)：オモクトの孫。父不詳。副都統を歴任し、佐領を兼任した。
          - 昆孫：不詳。
            - 仍孫・ダセ (dase, 達色)：バンダイの孫。父不詳。

    - 曾孫・ドモクト (domokto, 多謨克托)：マンダルガンの五子。内大臣都統、議政大臣、征逆将軍を務めた。
    - 曾孫・ドネイ (donei, 多内)：マンダルガンの六子。二等侍衛を務めた。
    - 曾孫・オネイ (onei, 鄂内)：マンダルガンの七子。内大臣都統、議政大臣、征南将軍を務めた。
    - 曾孫・ムハナ (muhana, 穆哈納)：マンダルガンの八子。上駟院大臣を務めた。
    - 曾孫・サハナ (sahana, 薩哈納)：マンダルガンの九子。頭等侍衛、侍衛班領を務めた。
      - 玄孫・ロダン (lodan, 羅丹)：マンダルガンの孫。父不詳。頭等侍衛、侍衛班領を務めた。
      - 玄孫・モルホン (morhon, 謨爾渾①)：マンダルガンの孫。父不詳。上駟院大臣、副都統を務めた。
      - 玄孫・ジャンドゥ (jangdu, 章都)：マンダルガンの孫。父不詳。頭等侍衛を務めた。
      - 玄孫・トルコン (torkon, 托爾昆)：マンダルガンの孫。父不詳。護軍参領を務めた。
      - 玄孫・ゲルブ (gerbu, 格爾布)：マンダルガンの孫。父不詳。前鋒参領を務め、佐領を兼任した。
      - 玄孫・オクジハ (okjiha, 鄂克済哈①)：マンダルガンの孫。父不詳。護軍統領、議政大臣、振武将軍を務めた。
      - 玄孫・ロクジハ (lokjiha, 羅克済哈)：マンダルガンの孫。父不詳。委署護軍統領を務めた。
      - 玄孫・フンダイ (hūndai, 渾岱)：マンダルガンの孫。父不詳。二等侍衛を務めた。
      - 玄孫・ルンダイ (lundai, 倫岱)：マンダルガンの孫。父不詳。三等侍衛を務めた。
      - 玄孫・チョルメン (colmen, 綽爾們)：マンダルガンの孫。父不詳。冠軍使を務めた。
      - 玄孫・サハダ (sahada, 薩哈達)：マンダルガンの孫。父不詳。三等侍衛を務めた。
        - 来孫・チュムバイ (cumbai, 春拝)：マンダルガンの曾孫。父不詳。頭等侍衛を務めた。
        - 来孫・レルギ (lergi, 勒爾吉)：マンダルガンの曾孫。父不詳。歩軍校を務めた。
        - 来孫・メンセリ (mengseri, 孟色理)：マンダルガンの曾孫。父不詳。ビトヘシを務めた。
        - 来孫・グワンダイ (guwangdai, 広岱)：マンダルガンの曾孫。父不詳。三等侍衛を務めた。
        - 来孫・ダハンタイ (dahantai, 達漢泰①)：マンダルガンの曾孫。父不詳。三等侍衛を務めた。
        - 来孫・クルカン (kūrkan, 庫爾堪)：マンダルガンの曾孫。父不詳。護軍参領を務めた。
        - 来孫・ファボー (faboo, 法保)：マンダルガンの曾孫。父不詳。郎中を務めた。
        - 来孫・オチリ (ociri, 鄂斉理①)：マンダルガンの曾孫。父不詳。藍翎侍衛を務めた。
        - 来孫・ヒンハイ (hinghai, 興海)：マンダルガンの曾孫。父不詳。主事を務めた。
        - 来孫・ゴダイ (g'odai, 郭岱)：マンダルガンの曾孫。父不詳。佐領を務めた。
        - 来孫・ドゥンダセ (dungdase, 董達色)：マンダルガンの曾孫。父不詳。協領を務めた。
        - 来孫・チャンヅン (cangdzun, 常存)：マンダルガンの曾孫。父不詳。三等侍衛を務めた。
        - 来孫・ジュダイ (judai, 珠岱)：マンダルガンの曾孫。父不詳。驍騎校を務めた。
          - 昆孫・チャンヅァイ (cangdzai, 常在②)：マンダルガンの玄孫。父不詳。三等侍衛を務めた。
          - 昆孫・ソーハイ (soohai, 索海)：マンダルガンの玄孫。父不詳。ビトヘシを務めた。
          - 昆孫・シトゥ (šitu, 石図)：マンダルガンの玄孫。父不詳。牧長を務めた。
          - 昆孫・イシャン (išan, 伊善)：マンダルガンの玄孫。父不詳。藍翎侍衛を務めた。
          - 昆孫・ウシ (uši, 五十①)：マンダルガンの玄孫。父不詳。三等侍衛を務め、佐領を兼任した。
            - 仍孫・シンデ (sinde, 新徳)：マンダルガンの来孫。父不詳。大使を務めた。
            - 仍孫・ソルコ (sorko, 索爾科)：マンダルガンの来孫。父不詳。六品官を務めた。
            - 仍孫・ナグウェドゥン (naguwedung, 納国棟)：マンダルガンの来孫。父不詳。主事を務めた。

  - 孫・フルダン (furdan, 福爾丹)：ヤフの七子。総兵官を務めた。
    - 曾孫・ショルドイ (šordoi, 碩爾對)：フルダンの長子。佐領、礼部侍郎を歴任した。
    - 曾孫：不詳。
      - 玄孫・チャンユン (cangyūn, 常雲①)：ショルドイの実弟の子。父不詳。都統を歴任した。
        - 来孫・ヅェンショウ (dzenšeo, 増綬)：チャンユンの子。

    - 曾孫・デルデイ (derdei, 徳爾得)：フルダンの次子。庶子[17]を務め、佐領を兼任した。
    - 曾孫・オルド (oldo, 鄂爾多)：フルダンの三子。護軍校を務めた。
    - 曾孫・イラミ (ilami, 伊拉密)：フルダンの四子。三等侍衛を務めた。
      - 玄孫・ウェイボー (weiboo, 偉保)：フルダンの孫。父不詳。七品官を務めた。

  - 孫・マフタ (mafuta, 馬福塔)：ヤフの八子。戸部尚書、内務府總管を務め、佐領を兼任した。
    - 曾孫・マヒナ (mahina, 馬希納)：マフタの長子。吏部尚書、議政大臣を務め、佐領を兼任した。
    - 曾孫・マルドゥ (maldu, 馬爾都)：マフタの次子。内閣学士を務め、礼部侍郎、佐領を兼任した。
    - 曾孫・ファルドゥ (faldu, 法爾都)：マフタの三子。二等侍衛を務めた。
      - 玄孫・スルテイ (surtei, 蘇爾特)：マフタの孫。父不詳。頭等侍衛、侍衛班領を務め、佐領を兼任した。
      - 玄孫・ベヘ (behe, 栢赫)：マフタの孫。父不詳。三等侍衛を務めた。
      - 玄孫・スルファ (sulfa, 蘇爾法)：マフタの孫。父不詳。都統を務め、佐領を兼任した。
      - 玄孫・インショ (ingsio, 英秀)：マフタの孫。父不詳。佐領を務めた。
      - 玄孫・ヘイヘイ (heihei, 赫赫)：マフタの孫。父不詳。員外郎を務めた。
        - 来孫・ナデチュン (nadecun, 納徳純)：マフタの曾孫。父不詳。治儀正を務め、佐領を兼任した。
        - 来孫・デシャン (dešan, 徳山)：マフタの曾孫。父不詳。鴻臚寺卿を務めた。
        - 来孫・スデ (sude, 蘇徳)：マフタの曾孫。父不詳。二等侍衛、侍衛什長を務めた。

ヒヤフ (夏瑚) は建国初期に18戸を率いて帰順し、ニルを編成して、子のヤフ (雅琥) に佐領を務めさせた。ヤフの長子・マンダルガン (満達爾漢) は廃員として大同 (現山西省大同市) に出征し、王家荘 (現山西省忻州市原平市王家荘郷) を攻略して騎都尉 (世職) を授与された。後、公主養育の勤労により三等軽車都尉に昇格、更に優詔により二等軽車都尉に昇級した。マンダルガン死後、子のアハダン (阿哈丹) が襲職し、二度の優詔で一等軽車都尉兼一雲騎尉に昇級、次いで頭等侍衛として福建に出征し、アモイ (厦門) で海賊と交戦中に死亡、三等男爵に追叙された。アハダンの子・ウゲ (武格) が襲職し、ウゲ死後、子のヒンチャン (興常) が襲職したが、優詔による加増分を削られ、二等軽車都尉に降格した。
ノムチ (諾穆斉)
マンダルガンの長子・ノムチは護軍校として出征し、雲梯で城壁を登って義州 (現北朝鮮平安北道義州郡?) の攻城戦を制し、広寧 (現遼寧省錦州市北鎮市) および大凌河などに出征して功労を多数あげ、北京を経由して山東に出征すると呉総兵の兵を立て続けに撃ち破り、それら功績により騎都尉 (世職) を授与された。更に山海関から燕京 (北京) に入城して流賊を撃ち破り、三等軽車都尉に昇格し、優詔により二等軽車都尉に昇級した。その後、三等軽車都尉に降格したが、二度の優詔により一等軽車都尉兼一雲騎尉に昇級した。ノムチ死後、孫のフォロ (仏羅) が三等軽車都尉を、曾孫のバゲ (巴格) が騎都尉兼一雲騎尉をそれぞれ分襲した。フォロ死後、子のジエル (捷禄) が襲職したが、優詔による加増分が削られ、騎都尉に降格した。ジエル死後、実兄のジエユン (捷雲)、ジエユンの実弟・チンギル (清吉禄) が相継いで襲職した。一方、バゲは世職を剥奪され、子のインブ (英布) が襲職したが、インブも剥奪され、インブの大叔父・チョライ (綽賚)、チョライの子・ナミン (納明) が相継いで襲職した。
ノムチの子・ソーダン (索丹) は前鋒参領として雲南、貴州に出征し、凉水井 (現貴州省銅仁市)、双河口などで侯爵・李成蛟、李定国らの兵を立て続けに撃ち破り、雲騎尉 (世職) を授与されたが、創痍がもとで死亡し、騎都尉に昇格された。ソーダンの孫・ナミンが襲職し、父のチョライから承襲した騎都尉兼一雲騎尉と併せて二等軽車都尉に昇格した。
オトイ (鄂推)
マンダルガンの次子・オトイは閑散として、北京を経由して山東に出征し、玉田県 (現河北省唐山市玉田県) 地方で参将1名を斬伐、把総1名を捕縛、錦州 (現遼寧省錦州市) を包囲して松山の騎兵を撃ち破ったが、創痍がもとで死去し、騎都尉 (世職) が追贈された。子のチャク (察庫)、チャクの子・チャルダ (察爾達)、チャルダの子・デ･アン (徳安) が相継いで襲職した。
オモクト (鄂謨克托)
マンダルガンの四子・オモクトは閑散として燕京に入城後、世祖順治帝に勤労を犒われて騎都尉 (世職) を授与され、三度の優詔で二等軽車都尉に昇格した。また、上駟院での長年の奉仕を以て二等男爵を授与された。死後、孫のバンダイ (班岱) が襲職し、オイラト部ガルダン (g'aldan, 噶爾丹) 征討で奮戦して一等男爵に陞叙されたが、老年を理由に退官した。孫のダセ (達色) が襲職したが、優詔による加増分と恩賞分とが削られ、騎都尉兼一雲騎尉を承襲した。
ショルドイ (碩爾対)
ヤフの孫・ショルドイ (碩爾対) は佐領を務め、二度の優詔で騎都尉 (世職) を授与された。後、河間府 (現河北省滄州市西部) 防衛で功績を多数あげ、雲南征討で緬国 (現ミャンマー) のアヴァ (阿窪) 城 (現マンダレー地方域インワ) に至り明の南明の桂王・永暦帝を捕縛、功績により騎都尉兼一雲騎尉に昇級した。継嗣なく、死後、実弟の子・チャンユン (常雲) 、チャンユンの子・ヅェンショウ (増綬) が相継いで襲職した。

#### 先祖不詳

##### アドゥン (阿敦)
アドゥン (adun, 阿敦)：鑲黄旗人。
- 子・ウナハライ (unahalai, 呉那哈頼)
  - 孫・チョルジ (corji, 綽爾済)：ウナハライの子。兵部理事官を務めた。
  - 孫・ニカン (nikan, 尼堪)：父不詳。閑散、理藩院員外郎、理藩院侍郎を歴任した。

アドゥン (阿敦) は、天聡年間に帰順した。子のウナハライ (呉那哈頼) は騎都尉 (世職)として遼東奪取で戦功をあげ、三等軽車都尉に昇格したが、寧遠 (現北朝鮮平安南道寧遠郡?) で戦死し、ウナハライの子・チョルジ (綽爾済) が騎都尉 (世職) を承襲した。チョルジは北京を経由して山東征討へ向い、明の太監・馮永盛らの兵を立て続けに撃破った。山海関から燕京 (現北京市) へ入城し、流賊の騎歩兵200,000を撃破った功績で三等軽車都尉に昇格した。続いて兵部理事官に昇任し、五年後、職能が評価されて二等軽車都尉に昇級した。
アドゥンの孫・ニカン (尼堪) は閑散 (一種の予備役) として、北京を経由して山東征討へ向い、深州 (現河北省衡水市) 攻城戦での戦功により雲騎尉 (世職) を授与された。続いて理藩院員外郎に昇任し、職能が評価されて騎都尉に昇格した。後にチョルジの世職 (二等軽車都尉) と併せて一等軽車都尉兼一雲騎尉に昇格し、三度の恩賞で一等男爵に陞叙された。ニカンには継嗣がなく、死後の雍正11 (1733) 年、族人のチャング (canggū, 常武)を過継子とし、恩賜として騎都尉を承継させた。

##### ダヤリ (達雅理)
ダヤリ (dayari, 達雅理)：正黄旗人。閑散 (一種の予備役)。
- 子・不詳。
  - 孫・ダハンタイ (dahantai, 達漢泰②)：父不詳。
    - 曾孫・ギンチヒヤン (gincihiyan, 金斉顕)：ダハンタイの子。
    - 曾孫・ジハイ (jihai, 済海)：ギンチヒヤンの実弟。
- 子・ゲンテイ (gentei, 根特)：閑散。
  - 孫・ジフン (jyhūng, 智宏)：ゲンテイの子。
    - 曾孫・トゥンフ (tungfu, 同福)：ジフンの子。
- 子：不詳。
  - 孫・アハダ (ahada, 阿哈達)：父不詳。七品官を務めた。
  - 孫・ソロヒ (solohi, 索羅喜)：父不詳。七品官を務めた。
  - 孫・サンゲ (sangge, 桑格②)：父不詳。七品官を務めた。
  - 孫・タイユン (taiyūn, 泰雲)：父不詳。驍騎校を務めた。
  - 孫・ピャントゥ (piyantu, 偏図)：父不詳。藍翎侍衛を務めた。

ダヤリ (達雅理) は、建国初期に帰順した。閑散として、北京を経由して山東征討に向い、深州 (現河北省衡水市) 攻城戦では雲梯で城壁を一番に登り切って城を陥落させた。その戦功によりバートルの称号と騎都尉兼一雲騎尉 (世職) を授与され、三度の恩賞で一等軽車都尉に昇格した。死後、孫のダハンタイ (達漢泰) が襲職した。ダハンタイ死後、子のギンチヒヤンが襲職したが、ダヤリが恩賞で賜った加増分を削られ、騎都尉兼一雲騎尉に降格した。ギンチヒヤン死後、実弟のジハイ (済海) が襲職した。
ダヤリの子・ゲンテイ (根特）は閑散として、北京を経由して第二次山東征討へ向い、泗水県 (現山東省済寧市) および定州 (現河北省中部) では雲梯で城壁を登り切り城を陥落させた。その戦績によりバートルの称号と騎都尉兼一雲騎尉 (世職) を授与され、三度の恩賞で一等軽車都尉に昇格した。ゲンテイ死後、子のジフン (智宏) が襲爵した。ジフン死後、子のトゥンフ (同福) が襲職したが、ゲンテイが恩賞として賜った加増分を削られ、騎都尉兼一雲騎尉に降格した。

##### ジェルデ (哲爾徳)
ジェルデ (jerde, 哲爾徳)：正白旗人。
- 長子・マンドゥフ (manduhū, 満都琥)：佐領を務めた。
  - 孫・ウェヘ (wehe, 倭赫)：マンドゥフの子。佐領を務めた。
    - 曾孫・ウェイヘネ (weihene, 威赫訥)：ウェヘの子。
    - 曾孫・トーゲ (tooge, 陶格)：ウェイヘネの実弟。
    - 曾孫・ナラムボー (naramboo, 納蘭保)：トーゲの実弟。
- 三子・マラ (mala, 瑪拉①)：藍翎侍衛を務めた。
- 四子・セクトゥ (sektu, 色克図①)：七品官を務めた。
  - 孫：不詳。
    - 曾孫・マタンガ (matangga, 馬唐阿)：デルテイの実兄の子。父不詳。

  - 孫・デルテイ (dertei, 徳爾特)：セクトゥの子。
- 子：不詳。
  - 孫・ライトゥ (laitu, 賚図①)：父不詳。驍騎校を務めた。
  - 孫・ヘトゥ (hetu, 赫図)：父不詳。佐領を務めた。
    - 曾孫・ギングン (ginggun, 敬文)：ヘトゥの長子。佐領を務めた。
    - 曾孫・スナハイ (sunahai, 蘇那海)：ヘトゥの次子。三等侍衛を務めた。
- 子：不詳。
  - 孫：不詳。
    - 曾孫：不詳。
      - 玄孫・チャンヅァイ (cangdzai, 常在③)：父不詳。員外郎を務めた。
      - 玄孫・フィヤング (fiyanggū, 費揚古①)：父不詳。博士を務めた。

ジェルデ (哲爾徳) は建国初期に帰順した。長子のマンドゥフ (満都琥) は佐領として出征し、撫順 (現遼寧省撫順市) の攻略、アクリ (akūri, 阿庫里＝現ウスリー川東)とニマン (niman, 尼満＝現ロシア連邦内ボリシャヤ・ウスルカ川)への進攻で戦功をあげ、雲騎尉 (世職) を授与された。後には錦州 (現遼寧省錦州市) を包囲して松山 (不詳) の兵を立て続けに撃破り、山海関から燕京 (北京) に入城して流賊を撃ち破るなど、戦功をあげて騎都尉兼一雲騎尉に昇格し、更に三度の恩賞で一等軽車都尉に昇格した。マンドゥフ死後、子のウェヘ (倭赫) が襲職したが、老年を理由に退官し、ウェヘの子・ウェイヘネ (威赫訥) が襲職したが、マンドゥフが恩賞として賜った加増分を削られ、騎都尉兼一雲騎尉に降格した。ウェイヘネ死後、実弟のトーゲ (陶格)とナラムボー (納蘭保) が相継いで襲職した。
ジェルデの四子・セクトゥ (色克図) は七品官として広東征討に向ったが、電白県 (現広東省茂名市電白区) で交戦中に戦死し、雲騎尉 (世職) を追贈された。子のデルテイ (徳爾特)、その実兄の子・マタンガ (馬唐阿) が相継いで襲職した。
ジェルデの孫・ヘトゥ (赫図) は佐領としてオイラト部ガルダン (噶爾丹) 征討に向い、ゾーンモド (昭莫多＝現モンゴル国トゥブ県県都) 地方での奮闘により、死後に雲騎尉 (世職) を追贈され、長子のギングンが襲職した。

##### カニム･ドゥジュフ (喀尼穆･都珠瑚)
カニム･ドゥジュフ (kanimu dujuhū, 喀尼穆都珠瑚①)：正藍旗人。
- 子：不詳。
  - 孫・バイチャリ (baicari, 拝察理)：父不詳。閑散 (一種の予備役)。
    - 曾孫・シテク (siteku, 錫特庫)：バイチャリの子。
      - 玄孫・ロミ (lomi, 羅密)：シテクの子。
        - 来孫・フワシャン (hūwašan, 花善)：ロミの長子。
        - 来孫・ソジュ (soju, 索柱①)：ロミの次子。参領を務めた。

    - 曾孫・シシャン (sišan, 錫山)：シテクの実弟。
- 子：不詳。
  - 孫：不詳。
    - 曾孫・キチェベ (kicebe, 奇徹栢)：父不詳。礼部尚書を務めた。
    - 曾孫・イェフデ (yehude, 葉瑚徳)：父不詳。防禦を務めた。
    - 曾孫・ショセ (šose, 碩色)：父不詳。護軍校を務めた。
      - 玄孫・ダライ (dalai, 達賚)：父不詳。護軍参領を務めた。
      - 玄孫・スンダイ (sungdai, 松岱)：父不詳。三等護衛を務めた。
      - 玄孫・カイチリ (kaiciri, 凱斉理)：父不詳。郎中を務めた。
      - 玄孫・アルダイ (ardai, 阿爾岱)：父不詳。歩軍副尉を務めた。
      - 玄孫・アルハイ (arhai, 阿爾海)：父不詳。七品官を務めた。
        - 来孫・オチリ (ociri, 鄂斉理②)：父不詳。員外郎を務めた。
        - 来孫・オクジハ (okjiha, 鄂克済哈②)：父不詳。護軍参領を務めた。
          - 昆孫・ジョーリン (joolin, 肇琳)：父不詳。員外郎を務めた。
          - 昆孫・テムゲトゥ (temgetu, 特穆格図)：父不詳。ビトヘシを務めた。
          - 昆孫・シャンフ (šanfu, 善福)：父不詳。挙人。

カニム･ドゥジュフ (喀尼穆都珠瑚) は建国初期に帰順した。孫のバイチャリ (拝察理) は閑散として大同 (現山西省大同市) に出征し、保安 (同上) 攻略の功績により雲騎尉 (世職) を授与された。バイチャリ死後、子のシテク (錫特庫) が襲職し、山海関から燕京 (北京) へ入城して流賊200,000を撃破り、騎都尉 (世職) を授与された。シテク死後、実弟のシシャン (錫山) が襲職し、三度の恩賞で二等軽車都尉に昇格した。シシャンは舟山 (現浙江省舟山市) に出征して明の阮思(英毅伯爵)らの兵を海上で撃ち破り、一等軽車都尉に昇格したが、後に剥奪された。シテクの子のロミ (羅密) はシテクの雲騎尉を承襲し、ロミの子・フワシャンはバイチャリの雲騎尉を承襲した。フワシャンが死去すると、フワシャンの雲騎尉がロミに与えられ、併合して騎都尉に昇格した。ロミ死後、次子のソジュが襲職したが、世襲回数の制限に達した為、雲騎尉に降格した。

##### ミンガン (明安)
ミンガン (minggan, 明安)：鑲藍旗包衣人。同郷鑲白旗のマンドゥフ (満都瑚)、ホイファ地方鑲黄旗のボルジ ((borji, 博爾済)、ナムドゥル (那木都魯) 地方正白旗のメンギャン (莽健)、ギリン･ウラ (吉林烏喇) 地方鑲白旗のモルフン (謨爾渾) らは同一族。
- 子・ウダリ (udari, 呉達理①)：長史を務めた。
- 子・ラマイ (lamai, 拉邁)：司胙官を務めた。
- 子：不詳。
  - 孫：不詳。
    - 曾孫・ベキ (beki, 柏啓)：ベルヘイの実兄の孫。
      - 玄孫・ムクデンゲ (mukdengge, 穆克登額)：ベキの子。
        - 来孫・アチュンガ (acungga, 阿崇阿)：ムクデンゲの子。頭等護衛を務めた。
- 子・ベルヘイ (belhei, 博爾赫)：閑散 (一種の予備役)。
- 子：不詳。
  - 孫・ソーバイ (soobai, 索拝)：父不詳。長史を務めた。
  - 孫・ソノリ (sonori, 索諾理)：父不詳。二等護衛を務めた。
  - 孫・チシ (ciši, 斉什②)：父不詳。ビトヘシを務めた。
    - 曾孫・オナイ (onai, 鄂鼐)：父不詳。二等護衛を務めた。
    - 曾孫・デレンゲ (derengge, 徳楞額)：父不詳。頭等護衛を務めた。
    - 曾孫・マイトゥ (maitu, 邁図①)：父不詳。頭等護衛を務めた。
    - 曾孫・バシタイ (bašitai, 巴什泰)：父不詳。包衣大を務めた。
    - 曾孫・ヘセ (hese, 赫色②[30])：父不詳。ビトヘシを務めた。
    - 曾孫・ベジュ (beju, 栢柱)：父不詳。長史を務めた。
    - 曾孫・ナランタイ (narantai, 納蘭泰)：父不詳。二等護衛を務めた。
      - 玄孫・ギルタフン (giltahūn, 吉爾塔渾)：父不詳。司庫を務めた。
      - 玄孫・エルギイェン (elgiyen, 額爾謹)：父不詳。二等護衛を務めた。
      - 玄孫・ホルドン (holdon, 和爾敦)[31]：父不詳。頭等護衛を務めた。
      - 玄孫・ベヒン (behing, 栢興)：父不詳。員外郎を務めた。
      - 玄孫・ソルビ (solbi, 索爾璧)：父不詳。護軍校を務めた。
        - 来孫・エルデン (elden, 額爾登)：父不詳。護軍校を務めた。

ミンガン (明安) は建国初期に帰順した。子のベルヘイ (博爾赫) は恩賞により雲騎尉 (世職) から騎都尉に昇格し、更に三度の恩賞で二等軽車都尉に昇格したが、死後継嗣なく、実兄の孫・ベキ (柏啓) が襲職した。ベキ死後、子のムクデンゲ (穆克登額) が襲職したが、ベルヘイが恩賞で賜った加増分が削られ、騎都尉に降格した。ムクデンゲ死後、子のアチュンガ (阿崇阿) が襲職した。

##### ジャンシ (彰実)
ジャンシ (jangši, 彰実)：鑲黄旗人。
- 子：不詳。
  - 孫：不詳。
    - 曾孫・センテヘ (sentehe, 森特赫)：父不詳。鑾儀衛鑾儀使を務めた。
    - 曾孫・トクトブ (toktobu, 托克托布)：父不詳。主事を務めた。
      - 玄孫・グワショウ (guwašeo, □綬)[33]：父不詳。主事を務めた。
      - 玄孫・チョノ (cono, 綽諾)：父不詳。護軍校を務めた。
      - 玄孫・チャンシャン (cangšan, 常山)：父不詳。驍騎校を務めた。
      - 玄孫・ネレ (nere, 訥勒)：父不詳。防禦を務めた。
      - 玄孫・ムチェン (mucen, 穆臣)：父不詳。防禦を務めた。
      - 玄孫・ソンゴト (songgoto, 松鄂托)：父不詳。護軍校を務めた。
      - 玄孫・フンタイ (hūntai, 渾泰)：ソンゴトの実弟。歩軍総尉を務めた。
        - 来孫・ロミン (lomin, 羅敏)：フンタイの子。
          - 昆孫・サイントゥ (saintu, 賽音図)：フンタイの孫。父不詳。
- 子：不詳。
  - 孫：不詳。
    - 曾孫：不詳。
      - 玄孫・ソジュ (soju, 索柱②)：父不詳。三等侍衛を務めた。
        - 来孫・チャンショウ (cangšeo, 常綬)：ソジュの子。
          - 昆孫・シゲ (sige, 錫格)：チャンショウの子。

        - 来孫・チョキ (coki, 綽奇)：父不詳。甘肅布政使を務めた。
        - 来孫・フンジュ (hūnju, 渾柱)：父不詳。協領を務めた。
        - 来孫・ロキ (loki, 羅奇)：父不詳。員外郎を務めた。
        - 来孫・トゥントゥ (tuntu, 屯図)：父不詳。中書を務めた。
        - 来孫・ムジュフ (mujuhu, 穆珠瑚)：父不詳。ビトヘシを務めた。
        - 来孫・サンゲ (sangge, 桑格③)：父不詳。中書を務めた。
        - 来孫・チャンヤトゥ (cangyatu, 常雅図)：父不詳。員外郎を務めた。
        - 来孫・サンヤトゥ (sanyatu, 三雅図)：父不詳。ビトヘシを務めた。
        - 来孫・ショルダ (šorda, 碩爾達)：父不詳。鳴賛を務めた。
          - 昆孫・ヤルトゥ (yartu, 雅爾図)：父不詳。郎中を務めた。
          - 昆孫・ヘリン (helin, 赫林)：父不詳。ビトヘシを務めた。
          - 昆孫・ウェイテンゲ (weitengge, 偉騰額)：父不詳。護軍校を務めた。
            - 仍孫・チョジョワン (cojiowan, 綽全)：父不詳。ビトヘシを務めた。

ジャンシ (彰実) は天聡年間に帰順した。玄孫のソンゴト (松鄂托) は護軍校として流賊征討に参加し、延安府 (現陝西省延安市一帯) で敵首領の李過の兵を撃破、四川に出征して張献忠の兵を雞頭関 (不詳) で撃破、寧武関 (現山西省忻州市) で敵勢を立て続けに撃破、大同 (現山西省大同市) を包囲し、応戦する李茂蘭らの率いる兵10,000余を撃破、新会県 (現広東省江門市新会区) で李定国の兵を立て続けに撃破、戦功により騎都尉を授与された。後に雲南に出征して凉水井 (現貴州省銅仁市)、双河口(不詳) 地方で李成蛟らの兵を撃ち破り、騎都尉一雲騎尉に昇格した。ソンゴトに継嗣なく、死後は実弟のフンタイ (渾泰) が襲職した。フンタイ死後、子のロミン (羅敏)、孫のサイントゥ (賽音図) が相継いで襲職した。
同じくジャンシの玄孫・ソジュ (索柱) は三等侍衛として雲南に出征し、何継祖らの兵を黄草壩 (現貴州省興義市) で、胡国秉を雲南城下でそれぞれ撃ち破り (→三藩の乱)、死後、戦功により雲騎尉を追贈された。子のチャンショウ (常綬)、チャンショウの子・シゲ (錫格) が相継いで襲職した。

##### ヘシュ (赫書)
ヘシュ (hešu, 赫書)：鑲黄旗人。
- 子・イハダ (ihada, 伊哈達)：郎中を務めた。
  - 孫・ファムボー (famboo, 藩保)：父不詳。郎中を務めた。
  - 孫・チゲ (cige, 斉格)：父不詳。郎中を務めた。
  - 孫・チャムブ (cambu, 禅布②)：父不詳。頭等侍衛を務めた。
    - 曾孫・チャダイ (cadai, 密岱[35])：チャムブの子。
      - 玄孫・プグイ (pugui, 普貴)：チャダイの子。
        - 来孫・ハイフ (haifu, 海福)：プグイの子。副参領を務めた。

    - 曾孫・フェムピ (fempi, 芬丕)：ヘシュの曾孫。父不詳。八品官を務めた。
    - 曾孫・チャンタイ (cangtai, 常泰②)：ヘシュの曾孫。父不詳。ビトヘシを務めた。

ヘシュ (赫書) は建国初期に帰順した。孫のチャムブ (禅布②) は頭等侍衛として出征し、諸曁県 (現浙江省紹興市諸曁市)、義烏県 (現浙江省金華市義烏市) などで敵首領の王宗仁らの兵を立て続けに撃ち破り、浦城 (現福建省南平市浦城県)、建陽 (現福建省南平市建陽区) の二県を奪還した。更に太平山 (不詳) に兵営26を設けて抵抗した趙得勝らの率いる兵50,000を撃ち破り、指揮をとって洛陽橋を奪取させ、また泉州府 (現福建省泉州市) 包囲を解放させた。死後、戦功により三等軽車都尉 (世職) が追贈され、子のチャダイが襲職した。チャダイ死後、子のプグイ (普貴）が襲職したが、後に剥奪され、プグイの子・ハイフ (海福) が襲職した。

##### サイトゥ (賽図)
サイトゥ (saitu, 賽図)：鑲白旗人。
- 子・サイムブル (saimbulu, 賽音布禄)：前鋒校を務めた。
  - 孫・ユワントゥ (yuwantu, 元図)：サイムブルの子。
    - 曾孫・ウェイチェンゲ (weicengge, 魏成額)：サイムブルの孫。父不詳。

  - 孫・トゥルシ (tursi, 図爾錫)：サイトゥの孫。父不詳。佐領を務めた。

サイトゥ (賽図) は建国初期に帰順した。子のサイムブル (賽音布禄) は前鋒校として四川に出征し、野狐嶺 (現河北省張家口市万全区)、陽平関 (現陝西省漢中市勉県)などで立て続けに敵勢を撃破ったが、後に秦州 (不詳) で戦死し、雲騎尉 (世職) を追贈された。子のユワントゥ (元図) と孫のウェイチェンゲ (魏成額) が相継いで襲職した。

##### ショショカン (碩舒堪)
ショショカン (šošokan, 碩舒堪)：鑲藍旗人。
- 子：不詳。
  - 孫：不詳。
    - 曾孫：不詳。
      - 玄孫：不詳。
        - 来孫・ゴリー (g'olii, 郭礼)：父不詳。郎中を務めた。
        - 来孫・ヤムブ (yambu, 延布)：父不詳。驍騎校を務めた。
        - 来孫・ジュサン (jusan, 珠山)：父不詳。ビトヘシを務めた。
        - 来孫・ウゲセ (ugese, 五格色)：父不詳。ビトヘシを務めた。
        - 来孫・ジョバイ (jobai, 卓拝)：父不詳。委署護軍校、歩軍副尉を務めた。
          - 昆孫・グワイムボー (guwaimboo, 関音保)：ジョバイの子。
- 子：不詳。
  - 孫：不詳。
    - 曾孫：不詳。
      - 玄孫：不詳。
        - 来孫：不詳。
          - 昆孫・マンギトゥ (manggitu, 莽吉図)：父不詳。員外郎を務めた。
          - 昆孫・サンゲ (sangge, 桑格④)：父不詳。驍騎校を務めた。
          - 昆孫・フラムボー (fulamboo, 福蘭保)：父不詳。員外郎を務めた。
          - 昆孫・ヅォーボー (dzooboo, 兆保①)：父不詳。員外郎を務めた。
          - 昆孫・ヅォーヒ (dzoohi, 兆喜)：父不詳。主事を務めた。
          - 昆孫・ヅォーキン (dzooking, 兆慶)：父不詳。ビトヘシを務めた。
            - 仍孫・シメンゲ (simengge, 石蒙額)：父不詳。ビトヘシを務めた。
              - 雲孫・シハイ (šihai, 石海)：父不詳。員外郎を務めた。
              - 雲孫・シミン (šiming, 石明)：父不詳。ビトヘシを務めた。

ショショカン (碩舒堪) は建国初期に帰順した。来孫のジョバイ (卓拝) は委署護軍校として浙江に出征して太平寨 (不詳) 地方で敵勢を撃ち破り、続いて雲南へ出征して石門坎 (現貴州省畢節市'威寧彝族回族苗族自治県'石門郷)、黄草壩 (現貴州省興義市) 地方で敵将・何継祖らの兵を立て続けに撃ち破った (→三藩の乱) 戦功により雲騎尉 (世職) を授与され、歩軍副尉に任命された。ジョバイ死後、子のグワイムボー (関音保) が襲職した。

##### インガ (英阿)
インガ (ingga, 英阿)：鑲紅旗人。帰順時期不詳。
- 子：不詳。
  - 孫：不詳。
    - 曾孫・バイクリ (baikūri, 拝庫理)：父不詳。郎中を務め、佐領を兼任した。
      - 玄孫・ショボー (šoboo, 舒保)：父不詳。佐領を務めた。
      - 玄孫・ジュンボー (jungboo, 衆保)：父不詳。郎中を務め、佐領を兼任した。
      - 玄孫・ホクトン (hokton, 和克屯)：父不詳。委署護軍校を務め、副都統を歴任した。
        - 来孫・ナジンタイ (najintai, 納進泰)：ホクトンの子。護軍参領を務め、佐領を兼任した。
- 子：不詳。
  - 孫：不詳。
    - 曾孫：不詳。
      - 玄孫：不詳。
        - 来孫・ミントゥ (mingtu, 明図)：父不詳。佐領を務めた。
        - 来孫・バイスハ (baisha, 拝思哈)：父不詳。護軍校を務めた。
          - 昆孫・ハブナ (habuna, 哈布納)：父不詳。六品官を務めた。

インガ (英阿) の玄孫・ホクトン (和克屯) は委署護軍校として雲南に出征し、石門坎 (現貴州省畢節市'威寧彝族回族苗族自治県'石門郷)、黄草壩 (現貴州省興義市) などにおいて立て続けに戦功をあげ、雲騎尉 (世職) を授与された。後にオイラト部のガルダン (噶爾丹) 征討で奮戦し、騎都尉に昇格した。病気を理由に辞官し、子のナジンタイ (納進泰) が襲職した。

##### オロン (鄂倫)
オロン (olon, 鄂倫)：鑲白旗人。
- 子：不詳。
  - 孫：不詳。
    - 曾孫・シトク (sitku, 西特庫①)：父不詳。委署護軍校を務めた。
    - 曾孫・アイタ (aita, 愛塔)：シトクの実弟。父不詳。

オロン (鄂倫) は建国初期に帰順した。曾孫のシトク (西特庫) は委署護軍校として広西に出征し、桃墱地方 (不詳) で范斉韓らの兵20,000余を撃ち破ると、続けて雲南に進軍し、何継祖らの兵を石門坎 (現貴州省畢節市'威寧彝族回族苗族自治県'石門郷)、黄草壩 (現貴州省興義市) で立て続けに撃ち破り (→三藩の乱)、戦功により雲騎尉 (世職) を授与されたが、継嗣なく、実弟のアイタ (愛塔) が襲職した。

##### チョルサイ (綽爾賽)
チョルサイ (corsai, 綽爾賽)：正紅旗人。同郷同旗のヤクシンガ (雅克星阿) とは同一族。
- 子・ウンガダイ (unggadai, 翁阿岱)：ビトヘシを務めた。
  - 孫：不詳。
    - 曾孫・モルホン (morhon, 謨爾渾②)：父不詳。頭等護衛を務めた。
    - 曾孫・ヌサイ (nusai, 努賽)：父不詳。護軍校を務めた。
      - 玄孫・ウシ (uši, 五十②)：ヌサイの子。

チョルサイ (綽爾賽) は建国初期に帰順した。曾孫のヌサイ (努賽) は護軍校として貴州に出征し、立て続けに功労をあげ、雲騎尉 (世職) を授与された。ヌサイ死後、子のウシ (五十) が襲職した。

##### ダンダリ (丹達理)
ダンダリ (dandari, 丹達理)：鑲紅旗人。
- 子・ダイドゥ (daidu, 岱都)：理事官を務めた。
  - 孫・セレンゲ (selengge, 色楞格)：父不詳。刑部侍郎を務めた。
  - 孫・セヘ (sehe, 色赫①[39])：父不詳。郎中を務めた。
  - 孫・コチン (kocin, 科秦)：父不詳。護軍校を務めた。
    - 曾孫・デルスン (dersun, 徳爾蓀)：父不詳。協領を務めた。
    - 曾孫・ボージュ (booju, 保住①)：父不詳。ビトヘシを務めた。
    - 曾孫・チャンタイ (cangtai, 常泰③)：父不詳。中書を務めた。
    - 曾孫・サンジュ (sanju, 三祝)：父不詳。六品官を務めた。
      - 玄孫・フハイ (fuhai, 福海)：父不詳。佐領を務めた。
      - 玄孫・フルドゥン (fuldun, 福爾敦)：父不詳。五品官を務めた。
      - 玄孫・オトリ (otori, 鄂拖理)：父不詳。防禦を務めた。
      - 玄孫・ナチムボー (nacimboo, 納親保)：父不詳。護軍校を務めた。
        - 来孫・キチェン (kicen, 啓陳)：父不詳。二等護衛を務めた。
        - 玄孫・フェルキンゲ (ferkingge, 仏爾慶額)：父不詳。主事を務めた。

ダンダリ (丹達理) は天聡年間に帰順した。

##### イェンタイ (音泰)
イェンタイ (yentai, 音泰②)：鑲黄旗包衣人。上駟院大臣を務めた。
- 子・ジュンタ (junta, 準塔)：イェンタイの子。員外郎を務めた。
- 子・トゥルハ (turha, 図爾哈)：イェンタイの子。驍騎校を務めた。
  - 孫・ジュサン (jusan, 祝山)：父不詳。牧長を務めた。
  - 孫・ガダフン (gadahūn, 噶達渾②)：父不詳。牧長を務めた。
  - 孫・ジュラダイ (juladai, 祝拉岱)：父不詳。司胙官を務めた。
    - 曾孫・チョワムバオ (ciowamboo, 全保)：父不詳。佐領を務めた。
    - 曾孫・マムピ (mampi, 満丕②)：父不詳。員外郎を務めた。
      - 玄孫・ルンフ (lungfu, 隆福)：父不詳。委署護軍参領を務めた。
      - 玄孫・フルテイ (furtei, 福爾特)：父不詳。護軍校を務めた。

イェンタイ (音泰) は建国初期にヌルハチにより征服された。

### 無事績者

#### 1) 建国初期に帰順

##### 【鑲黄旗】

###### カラ (喀喇)
カラ (kara, 喀喇)
- 子・セケ (seke, 色克②)：護軍参領を務めた。
- 子・フシリ (hūsiri, 瑚錫理)：給事中を務めた。
- 子・ウシバ (ušiba, 五十八)：驍騎校を務めた。
- 子・シャナハイ (šanahai, 沙那海)：二等侍衛を務めた。
  - 孫・サオダセ (saodase, 騷達色)：父不詳。三等侍衛を務めた。
  - 孫・シェムボー (šemboo, 神保)：父不詳。三等侍衛を務めた。
  - 孫・ウジンタイ (ujintai, 烏進泰)：父不詳。員外郎を務めた。
  - 孫・ボージュ (booju, 保住②)：父不詳。ビトヘシを務めた。
  - 孫・ナシェンタイ (našentai, 納伸泰)：父不詳。護軍校を務めた。

###### ギンタシ (金塔錫)
ギンタシ (gintasi, 金塔錫)
- 子・ソルゴ (solgo, 索爾和)：郎中を務めた。

###### ギナミ (吉那密)
ギナミ (ginami, 吉那密)：司庫を務めた。
- 子・グンセ (gunse, 衮色)：驍騎校を務めた。
- 子・ニングチ (ningguci, 寧古斉)：ビトヘシを務めた。

##### 【正黄旗】

###### ワクシャン (瓦克善)
ワクシャン (wakšan, 瓦克善)：ビトヘシを務めた。
- 子・チャンケ (cangke, 常克)：護軍校を務めた。

##### 【正紅旗】

###### ヤンダイ (顔岱)
ヤンダイ (yandai, 顔岱)
- 子・ゴミ (g'omi, 果密)：防禦を務めた。
  - 孫・ゲレンタイ (gerentai, 格楞泰)：父不詳。歩軍総尉を務めた。
  - 孫・マナイ (manai, 瑪鼐)：父不詳。城守尉を務めた。
  - 孫・ホスフリ (hoshūri, 和思瑚理)：父不詳。典儀を務めた。
    - 曾孫・ブランタイ (burantai, 布蘭泰)：父不詳。郎中を務めた。
    - 曾孫・モタイ (motai, 謨泰)：父不詳。郎中を務めた。
    - 曾孫・フルドゥン (fuldun, 富爾敦)：父不詳。驍騎校を務めた。
    - 曾孫・グワムボー (guwamboo, 関保)：父不詳。防禦を務めた。
    - 曾孫・エルデヘイ (erdehei, 額爾徳赫)：父不詳。鳴賛を務めた。
    - 曾孫・マルトゥ (martu, 瑪爾図)：父不詳。主事を務めた。
      - 玄孫・ミンショ (mingsio, 明秀)：父不詳。挙人。

###### シルタイ (錫爾泰)
シルタイ (sirtai, 錫爾泰)
- 子・チャムブ (cambu, 禅布③)：佐領を務めた。
  - 孫・メンデリ (menderi, 門徳理)：父不詳。城門尉を務めた。
  - 孫・エテヘ (etehe, 額特赫)：父不詳。中書を務めた。

###### ヤクシンガ (雅克星阿)
ヤクシンガ (yaksingga, 雅克星阿)：同郷、同旗のチョルサイとは同一族。
- 子・不詳。
  - 孫・不詳。
    - 曾孫・不詳。
      - 玄孫・不詳。
        - 来孫・オトンゴ (otonggo, 鄂通果)：父不詳。驍騎校を務めた。

###### ヤリブ (雅理布)
ヤリブ (yaribu, 雅理布)
- 子・不詳。
  - 孫・不詳。
    - 曾孫・イェンゲ (yengge, 英格)：父不詳。護軍校を務めた。

###### ナチン (納秦)
ナチン (nacin, 納秦)
- 子・不詳。
  - 孫・ショリー (ŝolii, 碩礼)：父不詳。驍騎校を務めた。
  - 孫・ビサナ (bisana, 碧薩那)：父不詳。驍騎校を務めた。

###### ジュムバイ (準拝)
ジュムバイ (jumbai, 準拝)：包衣。包衣大を務めた。
- 子・ジュマン (juman, 珠満)：頭等護衛を務めた。
  - 孫・マセ (mase, 麻色)：父不詳。包衣大を務めた。
  - 孫・ダスハ (dasha, 達思哈)：父不詳。包衣大を務めた。
    - 曾孫・ウダリ (udari, 呉達理②)：父不詳。司庫を務めた。

##### 【鑲白旗】

###### マンドゥフ (満都瑚)
マンドゥフ (manduhū, 満都瑚)：同郷、鑲藍旗包衣のミンガンとは同一族。
- 子・ハンチュハン (hancuhan, 漢珠翰)：護軍校を務めた。
- 子・ニントゥ (ningtu, 寧図)：郎中を務めた。
  - 孫・ダルサイ (darsai, 達爾賽)：父不詳。ビトヘシを務めた。

###### イジャラ･フィヤング (伊札拉費揚古)
イジャラ･フィヤング (ijala fiyanggū, 伊札拉･費揚古)：防禦を務めた。
- 子・不詳。
  - 孫・ヤルタイ (yartai, 雅爾泰)：父不詳。ビトヘシを務めた。
    - 曾孫・ギャンドゥ (giyangdu, 江都)：父不詳。員外郎を務めた。
      - 玄孫・グワランタイ (guwarantai, □蘭泰[40])：父不詳。員外郎を務めた。
        - 来孫・ジュルナ (juruna, 珠魯納)：父不詳。ビトヘシを務めた。

###### トゥヌフ (図努瑚)
トゥヌフ (tunuhū, 図努瑚)
- 子・不詳。
  - 孫・不詳。
    - 曾孫・フシタ (hūsita, 瑚什塔)：父不詳。歩軍校を務めた。

###### サンタイ (三台)
サンタイ (santai, 三台)
- 子・不詳。
  - 孫・ナイトゥ (naitu, 鼐図)：父不詳。驍騎校を務めた。
    - 曾孫・へイセ (heise, 赫色)：父不詳。防禦を務めた。

###### フトゥリ (瑚図理)
フトゥリ (hūturi, 瑚図理)
- 子・イトゥ (伊図)：ビトヘシを務めた。
  - 孫・バハリヤン (bahaliyan, 巴哈連)：父不詳。歩軍校を務めた。

###### フワラ (華喇)
フワラ (hūwara, 華喇)
- 子・不詳。
  - 孫・フルダン (furdan, 富爾丹)：父不詳。護軍校を務めた。

###### バイムブ (拝音布)
バイムブ (baimbu, 拝音布)：包衣。同郷、正藍旗のエルデニとは同一族。
- 子・バカリ (bakari, 巴喀理)：五品典儀を務めた。
- 子・マクリ (makuri, 瑪庫理)：包衣大を務めた。
- 子・ファクリ (fakuri, 法庫理)：三等護衛を務めた。
  - 孫・サチン (sacin, 薩親)：父不詳。五品典儀を務めた。
  - 孫・バシス (bašisu, 八十四)：父不詳。頭等護衛を務めた。
  - 孫・ダルジ (darji, 達爾済)：父不詳。包衣大を務めた。
  - 孫・ダルタイ (dartai, 達爾泰)：父不詳。三等護衛を務めた。
  - 孫・フィヤング (fiyanggū, 費揚古②)：父不詳。頭等護衛を務め、佐領を兼任した。
  - 孫・ボージュ (booju, 保住③)：父不詳。佐領を務めた。
  - 孫・チャンミン (cangming, 常明)：父不詳。頭等護衛を務めた。
    - 曾孫・マラ (mala, 瑪拉②)：父不詳。護軍校を務めた。
    - 曾孫・セクトゥ (sektu, 色克図②)：父不詳。包衣大を務めた。
    - 曾孫・フォンガイ (fonggai, 豊藹)：父不詳。包衣大を務めた。
    - 曾孫・ボサタイ (bosatai, 博薩泰)：父不詳。佐領を務めた。
    - 曾孫・ジョーボー (jooboo, 兆保②)：父不詳。典儀を務め、佐領を兼任した。
    - 曾孫・リョシサン (liošisan, 六十三)：父不詳。ビトヘシを務めた。後に同旗の満洲旗分に転隷した。[41]

##### 【正藍旗】

###### アナブ (阿那布)
アナブ (anabu, 阿那布)：驍騎校を務めた。
- 子・アンダリ (andari, 安達理)：員外郎を務めた。
  - 孫・ナハンタイ (nahantai, 納漢泰)：父不詳。護軍校を務めた。

###### エルデニ (額爾徳尼)
エルデニ (erdeni, 額爾徳尼)：同郷、鑲白旗包衣のバイムブとは同一族。
- 子・不詳。
  - 孫・不詳。
    - 曾孫・シトク (sitku, 西図庫)：父不詳。典儀を務めた。
    - 曾孫・リョシ (lioŝi, 六十①)：父不詳。護軍校を務めた。

###### サイブフ (賽布琥)
サイブフ (saibuhū, 賽布琥)
- 子・シトク (sitku, 西特庫②)：護軍校を務めた。
  - 孫・チョナイ (conai, 綽鼐)：父不詳。驍騎校を務めた。

###### ファンカイ (芳凱)
ファンカイ (fangkai, 芳凱)
- 子・不詳。
  - 孫・ワルダ (walda, 瓦爾達②)：父不詳。弓匠協領を務めた。
  - 孫・ライセ (laise, 賚色)：父不詳。護軍校を務めた。
    - 曾孫・バシ (baši, 巴什①)：父不詳。驍騎校を務めた。

##### 【鑲藍旗】

###### ガルジュ (噶爾珠)
ガルジュ (galju, 噶爾珠)
- 子・ネレンゲ (nerengge, 訥楞額)：驍騎校を務めた。
  - 孫・ウリナ (ulina, 烏礼那)：父不詳。歩軍校を務めた。
    - 曾孫・不詳。
      - 玄孫・オロンタイ (olontai, 鄂倫泰)：父不詳。ビトヘシを務めた。
      - 玄孫・オソンタイ (osontai, 鄂遜泰)：父不詳。護軍校を務めた。

###### ボロ (博羅)
ボロ (boro, 博羅)
- 子・不詳。
  - 孫・不詳。
    - 曾孫・チャンキン (cangking, 長慶)：父不詳。驍騎校を務めた。

###### ワフン (瓦渾)
ワフン (wahūn, 瓦渾)：包衣。
- 子・不詳。
  - 孫・不詳。
    - 曾孫・ベキ (beki, 白啓)：父不詳。三等護衛を務めた。
      - 玄孫・エルへ (elhe, 二格①[42])：父不詳。護軍校を務めた。
      - 玄孫・レヘ (lehe, 勒赫)：父不詳。護軍校を務めた。
      - 玄孫・レトゥフン (letuhūn, 勒図渾)：父不詳。護軍校を務めた。
      - 玄孫・セヘイ (sehei, 色赫②[39])：父不詳。護軍校を務めた。
      - 玄孫・トゥルチャ (turca, 図爾察)：父不詳。八品官を務めた。
        - 来孫・不詳。
          - 昆孫・トゥンギシェン (tunggišen, 佟吉伸)：父不詳。護軍校を務めた。

#### 2) 天聡年間に帰順

##### 【鑲黄旗】

###### マイミタイ (邁密泰)
マイミタイ (maimitai, 邁密泰)
- 子：不詳。
  - 孫・シュワンボー (šuwangboo, 双保)[43]：父不詳。翼長を務めた。

###### アジリ (阿済理)
アジリ (ajiri, 阿済理)
- 子・アルファ (arfa, 阿爾法)：給使什長を務めた。

##### 【正黄旗】

###### ホト (和托)
ホト (hoto, 和托)
- 子：不詳。
  - 孫：不詳。
    - 曾孫・シュヘデ (šuhede, 舒赫得)：父不詳。員外郎を務めた。
    - 曾孫・ジョト (joto, 卓托)：父不詳。歩軍校を務めた。
      - 玄孫・フショウ (fušeo, 福綬)：父不詳。驍騎校を務めた。
      - 玄孫・リョジュ (lioju, 留住)：父不詳。委署護軍参領を務めた。

##### 【鑲紅旗】

###### マクジャン (瑪克占)
マクジャン (makjan, 瑪克占)
- 子・エンテイ (entei, 恩特)：城守尉を務めた。
- 子・ネンゲ (nengge, 能格)：驍騎校を務めた。
  - 孫・サンゲ (sangge, 三格)：父不詳。頭等護衛を務めた。
  - 孫・フカ (fuka, 福喀)：父不詳。ビトヘシを務めた。
  - 孫・ジョーナイ (joonai, 兆鼐)：父不詳。ビトヘシを務めた。
    - 曾孫・チャンユン (cangyūn, 常雲②)：父不詳。給使什長を務めた。

###### タインチャ (台音察)
タインチャ (tainca, 台音察)：包衣。
- 子・シュシク (šusikū, 舒錫庫)：頭等護衛を務めた。
- 子・フシトゥ (hūsitu, 瑚什図)：頭等護衛を務めた。
- 子・ランセ (langse, 郎塞)：二等護衛を務めた。
  - 孫・フイピン (hūipin, 輝品)：父不詳。頭等護衛を務めた。
  - 孫・ガダフン (gadahūn, 噶達渾③)：父不詳。二等護衛を務めた。
    - 曾孫・タイフワ (taihūwa, 泰華)：父不詳。典儀を務めた。
    - 曾孫・ガンリヤン (g'angliyan, 剛璉)：父不詳。典儀を務めた。
    - 曾孫・ボスンゴ (bosunggo, 博松鄂)：父不詳。五品官を務めた。
      - 玄孫・チャンジュ (cangju, 常住)：父不詳。六品官を務めた。
      - 玄孫・ソジュ (soju, 索住)：父不詳。頭等護衛を務め、佐領を兼任した。
      - 玄孫・イェンショウ (yengšeo, 英綬)：父不詳。護軍校を務めた。
      - 玄孫・サンヘ (sanhe, 三赫)：父不詳。二等護衛を務め、参領を兼任した。
      - 玄孫・ニレイ (nilei, 尼𨯔)：父不詳。包衣大を務めた。
      - 玄孫・ガルマ (garma, 噶爾瑪)：父不詳。参領を務め、佐領を兼任した。
      - 玄孫・ローゲ (looge, 老格)：父不詳。護軍校を務めた。
        - 来孫・リンジュ (linju, 林柱)：父不詳。頭等護衛を務めた。
        - 来孫・フォボー (foboo, 仏保)：父不詳。典儀を務めた。
          - 昆孫・ナンジュ (nanju, 南珠)：父不詳。八品官を務めた。

##### 【鑲藍旗】

###### カニム (喀尼穆)
カニム (kanimu, 喀尼穆②)
- 子：不詳。
  - 孫・ウジンタイ (ujintai, 呉進泰)：父不詳。郎中を務めた。
  - 孫・ウシ (uši, 五十③)：父不詳。中書を務めた。
  - 孫・ファンチャ (fanca, 藩察)：父不詳。歩軍校を務めた。
    - 曾孫・エルゲ (elge, 二格②)：父不詳。歩軍校を務めた。
    - 曾孫・チャンミン (cangming, 長明)：父不詳。員外郎を務めた。
    - 曾孫・ジュシェムボー (jušemboo, 諸神保)：父不詳。佐領を務めた。
    - 曾孫・ジャクタ (jakūta, 札庫塔)：父不詳。護軍校を務めた。
    - 曾孫・ウシタ (ušita, 呉什塔)：父不詳。護軍校を務めた。
      - 玄孫・クワンジュ (kuwangju, 広柱)：父不詳。助教を務めた。
      - 玄孫・チシリョ (cišilio, 七十六)：父不詳。ビトヘシを務めた。

#### 3) 帰順時期不明

##### 【鑲黃旗】

###### ウバハイ (武巴海)
ウバハイ (ubahai, 武巴海)：包衣。内管領を務めた。
- 子・チャムブ (cambu, 禅布④)：内管領を務めた。
  - 孫・ハイジャン (haijang, 海章)：父不詳。郎中を務め、内務府總管事務を代務 (署理) した
  - 孫・ハイゴウ (haigeo, 海高)：父不詳。内管領を務めた。
    - 曾孫・リョシ (lioši, 六十②)：父不詳。内管領を務めた。
    - 曾孫・チシ (ciši, 七十)：父不詳。内管領を務めた。

###### バシ (巴実)
＊バシ (baši, 巴実) の子孫は「ワンジュ (ナラ氏)」の子孫の項参照。

##### 【正白旗】

###### ダイジュフ (岱珠琥)
ダイジュフ (daijuhū, 岱珠琥)：包衣。内管領を務めた。
- 子・カバイ (kabai, 喀拝)：内管領を務めた。
  - 孫・シュワンディン (šuwangding, 双鼎[45])：父不詳。郎中を務めた。
    - 曾孫・スゲ (syge, 四格)：父不詳。内管領を務めた。
    - 曾孫・リョシ (lioši, 六十③) ：父不詳。内管領を務めた。
    - 曾孫・リョシギョ (liošigio, 六十九)：父不詳。ビトヘシを務めた。
    - 曾孫・ヘルブ (herbu, 赫爾布)：父不詳。ビトヘシを務めた。

###### エクチュニ (額克楚尼)
エクチュニ (ekcuni, 額克楚尼)
- 子・ナイミ (naimi, 鼐密)：内管領を務めた。
  - 孫・ベギン (beging, 北京)：父不詳。護軍参領を務めた。

##### 【正紅旗】

###### ムチェンゲ (穆成額)
ムチェンゲ (mucengge, 穆成額)
- 子・サムボー (samboo, 三保)：歩軍校を務めた。

##### 【鑲紅旗】

###### ライトゥ (賚図)
ライトゥ (laitu, 賚図②)：同旗包衣から改隷した。
- 子・ワンタイ (wantai, 完泰)：四品典儀を務めた。
  - 孫・ジャング (janggū, 章武)：父不詳。三等護衛を務めた。
  - 孫・ヅンジュ (dzunju, 存柱)：父不詳。三等護衛を務めた。
    - 曾孫・サンダセ (sandase, 三達色)：父不詳。七品典儀を務めた。

###### ルムバイ (倫拜)
ルムバイ (lumbai, 倫拜)：包衣。佐領を務めた。
- 子・ニヤハ (niyaha, 尼雅哈)：護軍校を務めた。
  - 孫・バシ (baši, 巴什②)：父不詳。包衣参領を務めた。
    - 曾孫・フワセ (hūwase, 華色②)：父不詳。護軍校を務めた。
      - 玄孫・シュミン (šumin, 舒敏)：父不詳。護軍校を務めた。

###### 肇国光
ジャオ･グウェ･グワン (joo guwe guwang, 肇国光)
- 子：不詳。
  - 孫・ジョーラン (joolan, 肇蘭)：父不詳。驍騎校を務めた。

##### 【正藍旗】

###### ゲドゥルベイ (格都爾備)
ゲドゥルベイ (gedurbei, 格都爾備)：包衣。佐領を務めた。
- 子・ドゥンガリ (dunggari, 董阿理)：司庫を務めた。
  - 孫・サルトゥ (sartu, 薩爾図)：父不詳。驍騎校を務めた。

###### マイトゥ (邁図)
マイトゥ (maitu, 邁図②)
- 子・リョシ (lioši, 六十④)：典儀を務めた。
  - 孫・サンチハ (sanciha, 三斉哈)：父不詳。護軍校を務めた。

###### イチャン (義常)
イチャン (icang, 義常)
- 子：不詳。
  - 孫・アンジリ (anjiri, 安済理)：父不詳。護軍校を務めた。
    - 曾孫・ギヤンガ (giyangga, 江阿)：父不詳。六品包衣大を務めた。

##### 【鑲藍旗】

###### ライシャン (賚善)
ライシャン (laišan, 賚善)
- 子・グビダ (gūbida, 古必達)：驍騎校を務めた。
  - 孫・ボージュ (booju, 保柱)：父不詳。参領を務めた。

## 脚註
1. ↑  赵, 东升; 宋, 占荣 (1992) (中国語). 乌拉国简史. 中共永吉县委史志办公室. p. 133
2. ↑  “倭罗孙的传说”. 扈伦研究. 不詳. p. 58
3. ↑  赵, 力 (2012). 满族姓氏寻根词典. 辽宁民族出版社. p. 405
4. ↑  『通譜』原文「其餘無事蹟可立[傳]者附載於後」＊[ ]内は文字欠落（文脈判断で補った）。
5. ↑  “哈達地方納喇氏”. 八旗滿洲氏族通譜. 23. 四庫全書. "以上俱世居哈達地方係國初來歸之人"
6. ↑  “哈達地方納喇氏”. 八旗滿洲氏族通譜. 23. 四庫全書. "以上俱世居哈達地方係天聰時來歸之人"
7. ↑  “哈達地方納喇氏”. 八旗滿洲氏族通譜. 23. 四庫全書. "以上俱世居哈達地方係來歸年分無考之人"
8. ↑  Wikisource版『八旗滿洲氏族通譜』の「約蘭」の項には「克理原任護軍『純』領兼佐領」と書かれているが、別資料では「克理原任護軍『統』領兼佐領」と読める為、誤植か。
9. ↑  スラ・ジャンギン(sula janggin)
10. 1 2  Wikisource版『八旗滿洲氏族通譜』の「約蘭」の項では一文字欠落。原文「『𤓰什哈』由七品官從征湖廣……」。维基百科では遼海出版社 (2002) 版『八旗滿洲氏族通譜』p.304からの引用として「约兰曾孙『瓜什哈』任七品官从征云南」としている。
11. ↑  満文版では sektu 。「克」を「充」と誤ったと思われる。
12. ↑  清朝の世職 (世襲の役職) と爵位は時代によって呼び方が異なり、更にヌルハチの時代の階級は後の乾隆帝の時代の階級よりも少なかったとされる。その内の一つに「参将」があり、これは乾隆期の「男爵」(爵位) に相当する。ややこしいのは、「参将」が当時依然として実際的な職務を伴う職名としても使われたことで、『八旗滿洲氏族通譜』が記述している「授参将」がどちらなのか判別しがたい。维基百科には「其子懋巴里授轻车都尉」とあり、世職の軽車都尉 (ヌルハチ時代の「遊撃」に相当) を授与されたことになっているが、典拠の記載がない。『八旗滿洲氏族通譜』の習慣としては「任◯◯」を実際的職務を伴う職名に、「授(為)◯◯」を世職や名誉職、称号など実際的職務を伴わないものに用いることが多いため、本記事では後者として扱った。
13. ↑  “約蘭”. 八旗滿洲氏族通譜. 23. 四庫全書. "其子懋巴里授爲參將設佐領使統之"
14. ↑  Wikisource版『八旗滿洲氏族通譜』の「約蘭」の項では「征鄂爾多斯斬『護』甚衆」となっているが、別資料では「征鄂爾多斯斬『獲』甚衆」と読める。
15. ↑  「和通呼爾哈脳爾 (hotung hūrha noor)」で一つの地名。ほかにも「和通脳爾」、「和通呼爾哈諾爾」(清史稿) など異なる表記がある。比定地など不詳。
16. 1 2 3 4 5  原文「巴格分襲騎都尉兼一雲騎尉……巴格縁事革退…其子英布…其叔祖綽賚…其子『納明』現襲職諾穆齊之子索丹…授雲騎尉…贈爲騎都尉…其孫『納明』襲職合併前襲之騎都尉兼一雲騎尉授爲二等輕車都尉」では、「納明」という人物が二度出てくる。一回目は「綽賚」の子として騎都尉兼一雲騎尉を承襲し、二回目は「索丹」の孫として騎都尉を承襲している。騎都尉兼一雲騎尉と騎都尉を足せば二等輕車都尉になる為、計算があい、輩分 (父、子、孫、などの世代) もあっている為、ここでは「索丹」の子が「綽賚」で、「綽賚」の子が「納明」として処理した。「綽賚」が「英布」の叔祖 (大叔父) であれば、「英布」の祖父の弟が「綽賚」ということになり、「綽賚」の父を「索丹」と仮定すれば、「英布」の曽祖父はつまり「索丹」ということになる。
17. ↑  原文「福爾丹之次子德爾得原任庶子兼佐領」。「庶子」は普通「庶出の子」を謂うが、维基百科に拠れば、ここでは官名の一種で、「天下庶子之官」ともいわれ、諸侯や卿大夫の子 (つまり皇帝からみて庶子) を教育するのがその職務だったとされる。
18. ↑  「遣員」「廃員」「戍員」「革員」「流人」など様々な呼称があるが、つまるところは断罪されて辺境地 (多くは新疆地区) に飛ばされ、苦役を課せられた者のこと。辺境地での苦役を以て「罪を贖わ」せた。「遣」はツカワス意、「廃」はスタル・ヤメル意、「戍」はマモル意、「革」はアラタメル意。
19. ↑  騎都尉＋雲騎尉*2 (→三等軽車都尉) ＋雲騎尉*1 (→二等軽車都尉) ＋雲騎尉*2 (→一等軽車都尉兼一雲騎尉)。以上がノムチの生前に獲得した世職。「一等軽車都尉兼一雲騎尉」は「雲騎尉*7」に相当する。フォロがその内の「三等軽車都尉 (＝雲騎尉*4)」を、バゲが「騎都尉兼一雲騎尉 (＝雲騎尉*3)」をそれぞれ承襲した。このように分割承襲することを「分襲」という。フォロの死後「三等軽車都尉 (＝雲騎尉*4)」は「騎都尉（雲騎尉*2）」に改められた。順治年間の優詔 (北京入城＝入関後に順治帝が明朝打倒祝いとして兵士たちの世職や爵位をあげた) は合計3回、つまり「雲騎尉*3」あったが、この時に減算されたのは「雲騎尉*4△雲騎尉*2」で「雲騎尉*2」、つまり優詔2回分。
20. 1 2  原文「䨇河口」。「双河口」という地名は貴州、雲南、湖北など一帯にみられる普遍的な地名のようで、特定できず。
21. ↑  原文「駐防河間府屢著功績」
22. ↑  『八旗滿洲氏族通譜』原文は「阿敦…天聰時來歸其子吳那哈頼由騎都尉…授爲三等輕車都尉」で、騎都尉を授与されたのがいつかの記載はないが、恐らくアドゥンが帰順時に授与され、ウナハライが承継したもの。
23. ↑  続柄不詳。
24. ↑  “養子”. 世界大百科事典. 株式会社平凡社. "旧中国では実子のない場合、同族のうちから (したがって必ず同姓である) 生まれるべきであった子と同じ世代にあたるもの (同宗昭穆相当という) を選んで、祖先祭祀また家産相続のための承継人とし、これを嗣子 (また継子、過継子、過房子) と称した。"
25. ↑  “達雅理”. 八旗滿洲氏族通譜. 23. 四庫全書. "又達雅理之子根特由閑散二次過北京征山東梯攻泗水縣及定州俱以第二登城克之"
26. 1 2  田中克己「明末の野人女直について」『東洋学報』第42巻第2号、東洋文庫、1959年9月、12-13頁、CRID 1050845763831679232、ISSN 03869067、2023年11月30日閲覧。
27. 1 2  先祖不詳、正藍旗の有事績者にカニム･ドゥジュフ (kanimu dujuhū, 喀尼穆都珠瑚)、天総年間に帰順した鑲藍旗の無事績者にカニム (kanimu, 喀尼穆) と、「カニム kanimu」が二人みられる。「ドゥジュフ dujuhū」は一種の役職か尊称かと思われるが不詳。フチャ (富察) 氏に「マンセ･ドゥジュフ Mangse (莽色) Dujuhū」という人物があり、この「ドゥジュフ」も同じかと思われる。
28. ↑  拜察理の雲騎尉を錫特庫が承襲し、戦功で雲騎尉*1が加増されて騎都尉に昇格。錫山がそれを承襲後、優詔三回分、つまり雲騎尉*3が加増されて二等輕車都尉に昇格し、更に戦功により雲騎尉*1が加増されて一等輕車都尉に昇格。これが剥奪されて、なかったことになり、錫特庫が保持していた騎都尉 (＝雲騎尉*2) に戻されて、それを羅密と花善でわけたという話かと思うが、『八旗滿洲氏族通譜』の原文は「錫特庫之子羅密承襲伊父之雲騎尉、羅密之長子花善承襲伊祖拜察理之雲騎尉」となっている。「伊」は英語の「his/her」にあたる代名詞。ここでは「伊父」が羅密の父つまり錫特庫で、「伊祖」は花善の祖父つまり錫特庫、つまりどちらも錫特庫を指すはずだが、原文では「伊祖拜察理」となっているのがひっかかる。
29. ↑  原文「羅密卒削去襲次已完之職其次子索柱承襲雲騎尉」。清朝の世職 (世襲の名誉職) は世代が下がるごとに一等級 (雲騎尉*1) ずつ下がるようになっている。そして、それが最低等級である雲騎尉 (形式上は恩騎尉が最下位) までいくと、消滅する。但し一部の人間、あるいは条件を満たした場合は、降級されず、しかも基本的に子々孫々半永久的に世襲し続けることができる。多少の語弊はあるが、一世代ずつ等級が下がることを「襲次」と謂い、無制限に世襲できることを「世襲罔替」という。「次」は中国語で回数の意味、「罔」はここでは「無」に同じ。錫山は世職を剥奪された為、華善は恐らく夭折でもしたのか、恐らくどちらも世襲未完と看做され、拝察理が賜った雲騎中は索柱の一代前までずっと継承された。
30. ↑  鑲藍旗の有事績者の、ヘイセ (heise, 赫色) とヘセ (hese, 赫色) とは、漢字表記は共通しているが満文の綴りが異なる為、同名として括るのは不適当かもしれないが、一旦漢字表記に合わせることにした。
31. ↑  原文「十五善射和爾敦現任頭等護衛」の「十五善射」は満洲語tofohoto (15を指すtofohonから派生) の意訳で、具体的には京城の一種の武職を指す。
32. ↑  『八旗滿洲氏族通譜』では習慣的に、新規で世職を授ける場合「授◯◯」と書き、元の世職から昇格する場合「授為◯◯」と書くことが多い。原文は「博爾赫由閒散特恩授爲騎都尉」となっていて、それより前に世職が授与されたという記載はないが、原典の習慣に則り、ここでは「昇格」とした。
33. ↑  Wikisource版『八旗滿洲氏族通譜』の「彰實」の項では一文字欠落。原文「元孫『𤓰綬』亦原任主事」。维基百科は同人物について未掲載。
34. ↑  原文「一隻虎」
35. 1 2  満文『欽定八旗氏族通譜』ではチャダイ (cadai)。漢文は「密」の異体字の「宻」で書かれており (＝宻岱)、caの音にあてられることの多い「察」の誤記と考えられる。
36. ↑  原文「恢復浦城建陽二縣」、清による福建第一次占領は1646年で、耿精忠と鄭経の起した叛乱 (三藩の乱) は1676から1677年の間、つまり清は既に両地を30年以上領有していた (実際上は靖南王の耿仲明、耿継茂、耿精忠らの一族のシマであったが、清の外藩としての扱いのため、つまり清の領土であった)。
37. ↑  参照：野狐嶺の戦い (ウィキペディア)
38. ↑  参照：陽平関の戦い (ウィキペディア)
39. 1 2  ダンダリ (丹達理) の孫・セヘ (sehe, 色赫) と、ワフン (瓦渾) の玄孫・セヘイ (sehei, 色赫) は、満文での表記が異なるが、一旦は漢語表記に従って同じ名前としておく。
40. ↑  Wikisource版『八旗滿洲氏族通譜』の「哈達地方納喇氏」の項では一文字欠落。原文「元孫𤓰蘭泰現任員外郎」。维基百科は同人物について未掲載。
41. ↑  原文「包衣拜音布……曾孫……六十三現任筆帖式『六十三今𨽻本旗滿洲旗分』按拜音布與正藍旗同里額爾徳尼同族」の『』内は、「六十三」の身分が「拜音布」の代から承継してきた「包衣 (ボーイ)」から「旗分」に変ったという意味。「包衣」は皇室や王室に仕える奉公人・下僕の一種だが、身分階級的には軍事職能的な旗分と変らず、奴婢よりも高いとされる。「包衣」は勅旨などで変更されない限り基本的に代々継承される。
42. ↑  「二格」は通常「elge」の音写に使われるが、満文版でのワフンの玄孫は「elge」ではなく「elhe」。＊満洲語では子音「g」と「h」が交替することが屡々ある。例：ハダ末代国主のウルグダイ (urgūdai) はウルフダ (ulhūda) とも書かれる。
43. ↑  原文「其孫䨇保現任翼長」
44. ↑  Wikisource版『八旗滿洲氏族通譜』の「哈達地方納喇氏」の原文は「包求台音察」としているが、「包求」は「包衣」の誤り。満文版では正しく「booi」(包衣) と書かれている。
45. ↑  原文「孫䨇鼎現任郎中」

## 参照
- 弘昼(愛新覚羅氏), 鄂爾泰(西林覚羅氏), 福敏(富察氏), 徐元夢(舒穆祿氏)『八旗滿洲氏族通譜』巻23「哈達地方納喇氏」四庫全書, 1744 (漢文)
- ᠵᠠᡴᡡᠨ ᡤᡡᠰᠠᡳ ᠮᠠᠨᠵᡠᠰᠠᡳ ᠮᡠᡴᡡᠨ ᡥᠠᠯᠠ ᠪᡝ ᡠᡥᡝᡵᡳ ᡝᠵᡝᡥᡝ ᠪᡳᡨᡥᡝ (Jakūn gūsai Manjusai mukūn hala be uheri ejehe bithe) (『八旗滿洲氏族通譜』の満文版)
- 松浦茂『清の太祖 ヌルハチ』白帝社, 1995年

## 関聯

### Wikipedia
- ハダ：ハダ地方にあった部落、およびハダナラ氏がハダ部を基に樹立した国家。
- ワンジュ：ハダナラ氏始祖。初代ハダ部主。
- ワン：ハダ･グルン (哈達国) の初代国主。
- フルガン：二代目ハダ国主。
- ダイシャン：三代目ハダ国主。
- メンゲブル：四代目ハダ国主。
- ウルグダイ：五代目 (末代) ハダ国主。
- ウラナラ氏：ハダナラ氏と同じ祖先をもつ、女真の古参氏族。
- イェヘナラ氏：蒙古トゥメト部出身で、ナラ氏に改姓した氏族。
- ホィファナラ氏：東海女直出身で、ナラ氏に改姓した氏族。